# Manuel Chaves
Vous lisez un « bon article » labellisé en 2019.
Pour les articles homonymes, voir Chaves.
Ne doit pas être confondu avec Manuel Chaves Nogales.
Chaves  González est un nom espagnol. Le premier nom de famille, en général paternel, est Chaves ; le second, en général maternel, souvent omis, est González.
Manuel María Chaves González (prononcé en espagnol : [maˈnwɛl maˈɾia ˈt͡ʃaβes ɣõnˈsales]), né le 7 juillet 1945 à Ceuta, est un homme politique espagnol. Il a été membre du Parti socialiste ouvrier espagnol (PSOE).
Fils de franquistes convaincus, il rejoint pourtant la famille socialiste en 1968 en adhérant PSOE et au syndicat UGT. Après l'obtention d'un doctorat en droit à l'université de Séville, il devient professeur de droit du travail au milieu des années 1970.
Il intègre la direction de l'UGT en 1976 puis est élu l'année suivante représentant de Cadix au Congrès des députés. Il entre en 1981 à la commission exécutive fédérale du PSOE, où il est chargé des questions économiques trois ans plus tard.
Après les élections de juin 1986, il devient ministre du Travail et de la Sécurité sociale. Cette promotion le conduit à sortir des organes dirigeants du parti et du syndicat. En décembre 1988, il est contraint de retirer son projet de plan pour l'emploi des jeunes après la grève générale convoquée par les deux principales centrales syndicales espagnoles. Il est reconduit à ce poste en décembre 1989.
En avril 1990, il est désigné candidat socialiste aux élections régionales en Andalousie, fief socialiste depuis la fin du franquisme. Vainqueur du scrutin, il est investi président de la Junte et accomplit un mandat de 18 ans et huit mois. Avec José Bono et Juan Carlos Rodríguez Ibarra, il est présenté comme l'un des « barons » du socialisme espagnol. À partir de 1994, il cumule cette fonction avec celle de secrétaire général du PSOE andalou.
Il est choisi en mars 2000 pour prendre la présidence de la direction provisoire du parti, formée après la démission du secrétaire général Joaquín Almunia. Au cours du XXXVe congrès fédéral, il est élu au poste honorifique de président du PSOE sur proposition de José Luis Rodríguez Zapatero, successeur d'Almunia.
Il est rappelé au gouvernement espagnol en avril 2009 par Zapatero, qui le nomme troisième vice-président du gouvernement, un poste vacant depuis 31 ans, et ministre de la Politique territoriale. Ses compétences sont élargies à la fonction publique l'année suivante. Il cède en mars 2010 la direction andalouse du PSOE à son successeur à la Junte José Antonio Griñán, ce qui occasionne leur rupture amicale.
Il est réélu député de Cadix lors des élections générales de novembre 2011 et fait ainsi son retour au Congrès des députés après 21 ans d'absence. Il y prend la présidence de la commission de suivi et d'évaluation du pacte de Tolède. En février 2012, Griñán le remplace comme président du Parti socialiste.
Il démissionne de son mandat en juillet 2015 et du PSOE l'année suivante, après avoir été mis en examen dans une affaire de fraude aux subventions orchestrée lorsqu'il présidait la Junte d'Andalousie. Il est condamné en novembre 2019, un an après la clôture du procès, à neuf ans d'interdiction d'exercice de toute fonction publique. Le verdict est confirmé en appel deux ans et demi plus tard, puis cassé en 2024 par le Tribunal constitutionnel.

## Jeunesse et famille

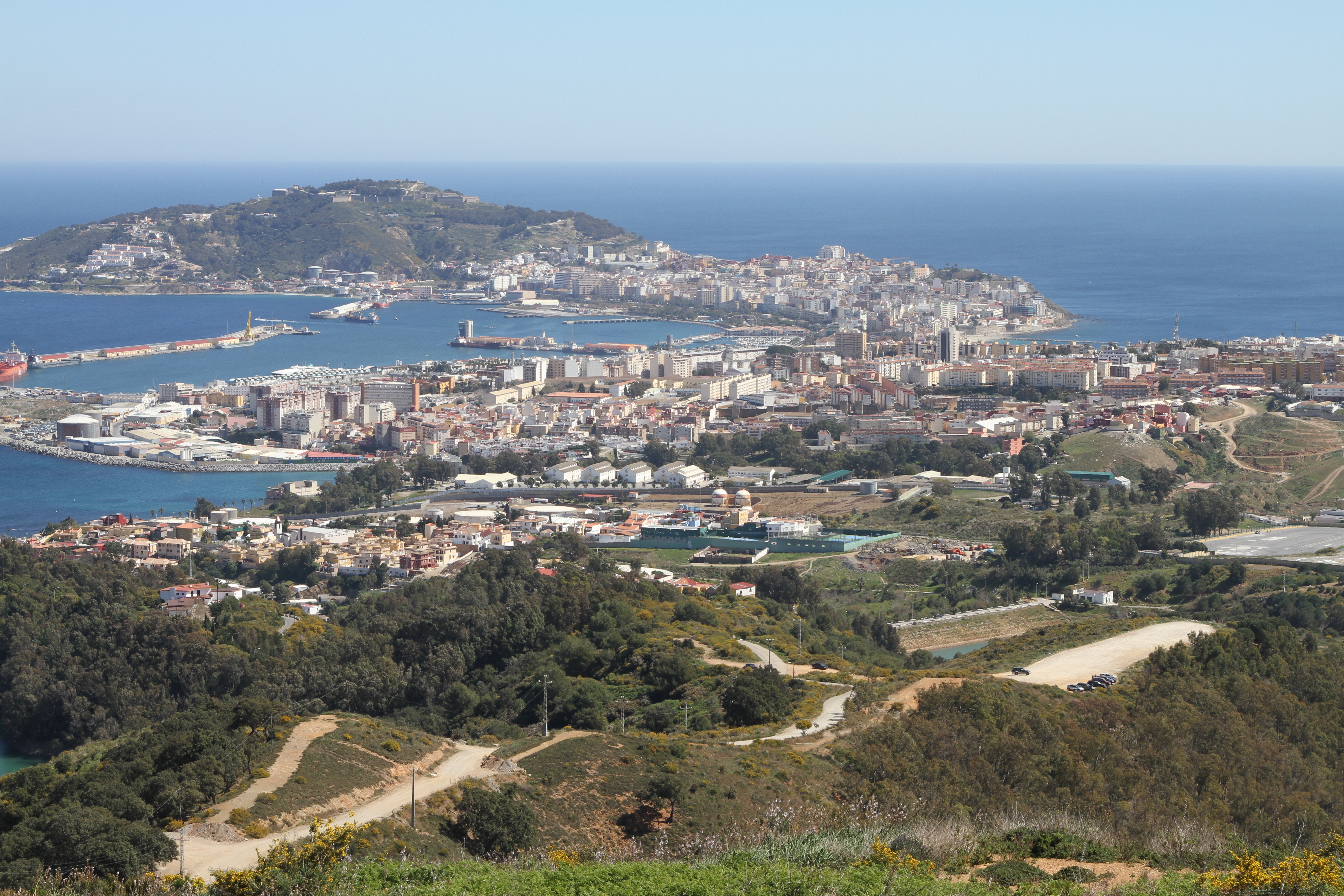
Manuel Chaves, fils d'un couple de franquistes convaincus, naît à Ceuta en 1945.

Manuel María Chaves González, parfois surnommé « Manolo », naît le 7 juillet 1945 à Ceuta. Il est issu d'une fratrie de huit frères et une sœur,,,,,.
Ses deux parents sont des franquistes convaincus. Sa mère África González Iborra, morte à Séville en 2006 à 86 ans, appartient à la Sección Femenina ; et son père Antonio Chaves Plá est un militaire ayant combattu pendant la guerre civile espagnole, désigné par la suite commandant en chef des troupes en Afrique du Nord et promu colonel en 1974. Son grand-père Remigio González Lozana, originaire de Cordoue, est élu conseiller municipal de Ceuta en 1920, puis nommé maire trois ans plus tard, juste après l'avènement de la dictature de Miguel Primo de Rivera,.
Dans sa jeunesse, il vit avec ses parents dans des casernes à Cadix puis Séville. Il passe son baccalauréat au sein d'un lycée salésien à Utrera, au sud de la province de Séville, où il est interne. Inscrit à l'université de Séville pour suivre un cursus en droit, il y obtient une licence. Au cours de ses études au sein de la faculté de droit, où il réussit son doctorat, il rencontre le futur président du gouvernement Felipe González ainsi que José Antonio Griñán, avec qui il partagera une grande partie de sa vie politique,.
Il est marié avec Antonia Iborra, fille d'un militaire de San Roque. Ils ont deux enfants, Iván et Paula.

## Débuts et ascension en politique

### Adhésion à l'UGT et au PSOE
Il adhère en 1968 au Parti socialiste ouvrier espagnol (PSOE) et à l'Union générale des travailleurs (UGT), qui se trouvent à cette époque tous les deux dans la clandestinité. Il participe ainsi à la réorganisation du parti dans les provinces andalouses. Chargé de cours à l'université de Séville, il fait partie des fondateurs de la Fédération des travailleurs de l'enseignement (FETE-UGT) en 1972. Il devient professeur de droit du travail à l'université de Bilbao en 1975, puis à l'université de Cordoue deux ans plus tard.
Il est élu en 1976 membre de la commission exécutive de l'UGT lors du XXXe congrès, où il occupe un poste de secrétaire confédéral.

### Député de Cadix

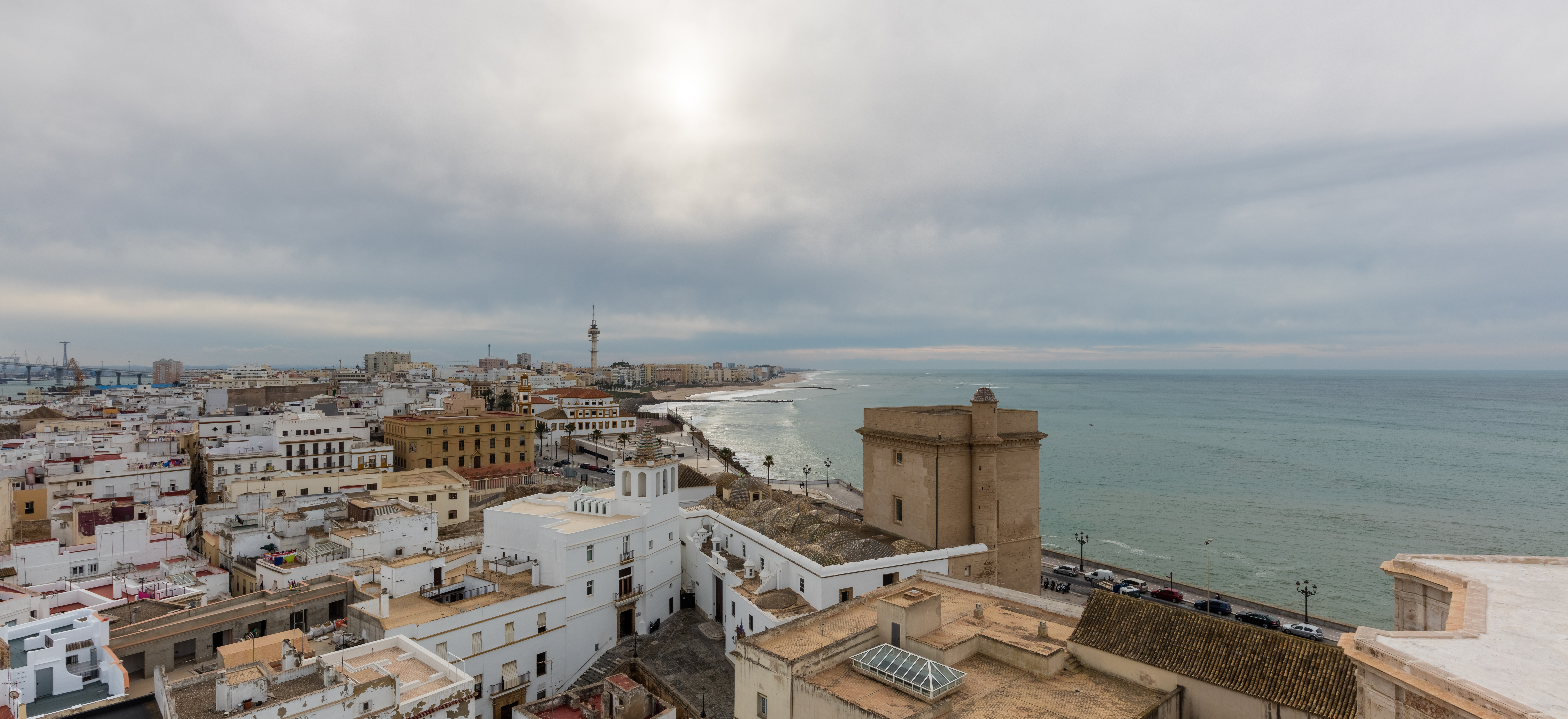
Chaves postule à son premier mandat électoral dans la circonscription de Cadix en 1977.

Pour les élections législatives constituantes du 15 juin 1977, il est investi à 31 ans tête de liste du Parti socialiste dans la circonscription de Cadix.
Son nom avait été envisagé initialement pour être quatrième ou cinquième dans la circonscription d'Alava, puis tête de liste dans celle de Badajoz, avant que le secrétaire à l'Organisation du PSOE Alfonso Guerra le choisisse pour Cadix, au détriment de Luis Yáñez. Devant donc se rendre dans la cité gaditane pour formuler officiellement sa candidature, sa voiture tombe en panne sur le trajet depuis Séville. Contraint à l'auto-stop, il passe la nuit chez le maire socialiste d'Alcalá de los Gazules Paco Aído et prend dans ses bras sa fille Bibiana, qui sera nommée ministre de l'Égalité en 2008,.
Élu au Congrès des députés, il siège à la députation permanente, à la commission des Affaires étrangères, à la commission du Travail et à la commission de l'Urgence législative. Il est réélu député de Cadix aux élections législatives du 1er mars 1979. Il participe à la commission du Travail, à la commission de l'Industrie et de l'Énergie, et à la commission de contrôle parlementaire sur la radiotélévision publique.

### Responsabilités syndicales et politiques
Le XXXIIe congrès de l'UGT, qui se tient l'année suivante, le choisit le 6 avril à 34 ans pour occuper le poste de secrétaire à la Presse et à l'Information avec 82,3 % des suffrages exprimés. S'ils sont cinq députés socialistes à rejoindre l'exécutif du syndicat, il est le seul avec Jerónimo Saavedra à représenter la FETE-UGT. Il intègre ensuite la commission exécutive fédérale du PSOE : avec 88,5 % des voix, il est désigné le 24 octobre 1981 secrétaire exécutif dans l'équipe formée par Felipe González au cours du XXIXe congrès fédéral.
Il conserve son mandat parlementaire lors des élections législatives anticipées du 28 octobre 1982. Il retrouve la députation permanente et continue de siéger à la commission de la Politique sociale et de l'Emploi.
Il perd ses responsabilités lors du XXXIIIe congrès de l'UGT, qui se tient en juin 1983. Remplacé par Miguel Ángel Ordóñez, ancien secrétaire à la Propagande, il redevient secrétaire confédéral, sans attribution particulière. Il est réélu le 16 décembre 1984 membre de la commission exécutive fédérale du PSOE, où il occupe le poste de secrétaire aux Affaires économiques, sociales et syndicales, alors qu'il était initialement présenté comme un candidat sérieux aux fonctions stratégiques de secrétaire à l'Organisation, finalement confiées à Txiki Benegas.
À l'occasion des élections législatives anticipées du 22 juin 1986, il conquiert un quatrième mandat consécutif de député de Cadix.

## Ministre du Travail

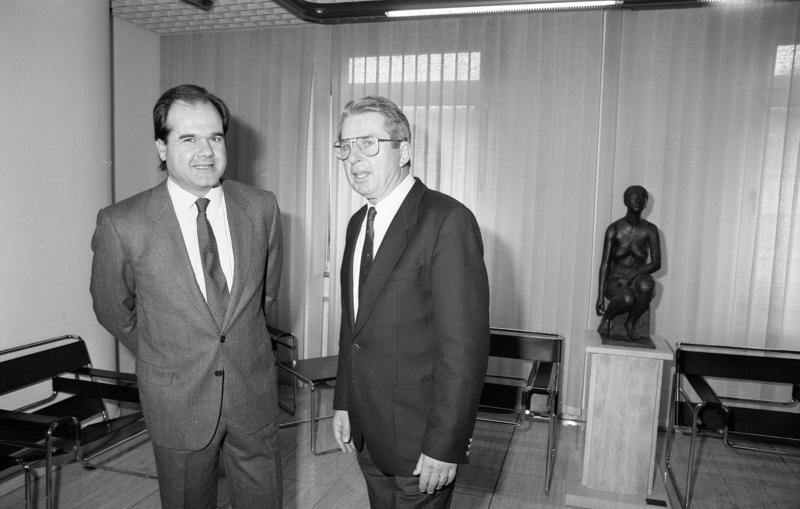
Le secrétaire d'État allemand Wolfgang Vogt (à droite) reçoit Chaves en 1989 au ministère fédéral du Travail à Bonn.

### Place dans l'appareil socialiste et ugétiste
Le 26 juillet suivant, Manuel Chaves est nommé à 41 ans ministre du Travail et de la Sécurité sociale dans le deuxième gouvernement du président du gouvernement socialiste Felipe González.
Sa nomination, couplée au remplacement du ministre de l'Industrie Joan Majó par Luis Carlos Croissier et à la sortie du ministre de la Présidence Javier Moscoso, est perçue comme un « virage à gauche » du nouveau cabinet, même si le ministre de l'Économie et des Finances Carlos Solchaga est confirmé dans ses responsabilités. Il est remplacé au sein de la direction de l'UGT par Luis Marcial Ruibera Vázquez au cours d'une séance du comité confédéral le 3 octobre puis au sein de celle du PSOE par Francisco Fernández Marugán lors d'une réunion du comité fédéral le 31 octobre suivant.
Bien que son nom soit donné comme certain pour réintégrer la commission exécutive fédérale du PSOE pendant le XXXIe congrès, en janvier 1988, il en est exclu au dernier moment et finalement élu le 24 janvier au comité fédéral, le parlement interne des socialistes, José María Maravall étant donc le seul ministre à intégrer la direction. Il est placé en troisième position sur la liste de 36 places, derrière Juan Barranco mais devant Javier Sáenz de Cosculluela ou Fernando Morán. Le 22 mai suivant, le Ve congrès du PSOE de Cadix le porte à la présidence de la commission exécutive provinciale en remplacement du sénateur Rafael Román.

### Grève générale de 1988
En conseil des ministres, il présente le 28 octobre 1988 le plan pour l'emploi des jeunes (Plan de Empleo Juvenil) qui prévoit, pour l'insertion sur le marché du travail des jeunes âgés de 16 à 25 ans n'ayant jamais travaillé ou moins de trois mois d'expérience, la création d'un contrat temporaire de 6 à 18 mois exempté de cotisations sociales (à l'exception des cotisations chômage et accident du travail). Le gouvernement prévoit 800 000 embauches, ce qui aurait un coût pour les finances sociales de 40 milliards de pesetas. Les syndicats et les organisations de jeunesse dénoncent un « contrat de plus qui précarise le marché du travail » et indiquent préparer des mobilisations de tous types. Chaves précise le lendemain que le plan sera accompagné de subventions aux entreprises pour qu'elles embauchent les jeunes après la fin de leur premier contrat, à hauteur de 400 000 pesetas par salarié.
Environ trois semaines plus tard, l'UGT (proche du PSOE) et les Commissions ouvrières (CCOO, proches du PCE) convoquent pour le 14 décembre une grève générale sous le slogan « Ensemble, on peut ». Les deux syndicats appellent au retrait du plan d'emploi des jeunes, à une augmentation de 2 % du pouvoir d'achat, à une hausse de la couverture chômage et à l'égalisation des plus basses pensions de retraite avec le salaire minimum. Chaves, comme le ministre de l'Économie Carlos Solchaga avant lui, estime qu'il s'agit d'une « grève politique » et qu'elle ne se justifie pas car cela fait plus d'un an et demi que les centrales syndicales refusent de négocier avec le gouvernement et le patronat les éléments de la politique économique espagnole,.
La grève générale paralyse l'Espagne. L'UGT et les CCOO parlent de huit millions de travailleurs en grève tandis que 400 000 personnes manifestent à travers le pays. Les bourses de Madrid, Barcelone, Bilbao et Valence enregistrent un très faible volume d'échange, la plupart des journaux ne sont pas diffusés, la radiotélévision publique émet seulement de la musique et les informations. La plupart des petits commerces restent fermés,,,,. Une semaine après la mobilisation, Felipe González annonce devant le Congrès des députés le retrait du plan d'emploi des jeunes.
Il remporte un nouveau mandat de député au cours des élections législatives anticipées du 29 octobre 1989 puis se voit reconduit au gouvernement.

## Président de la Junte d'Andalousie

### Candidature

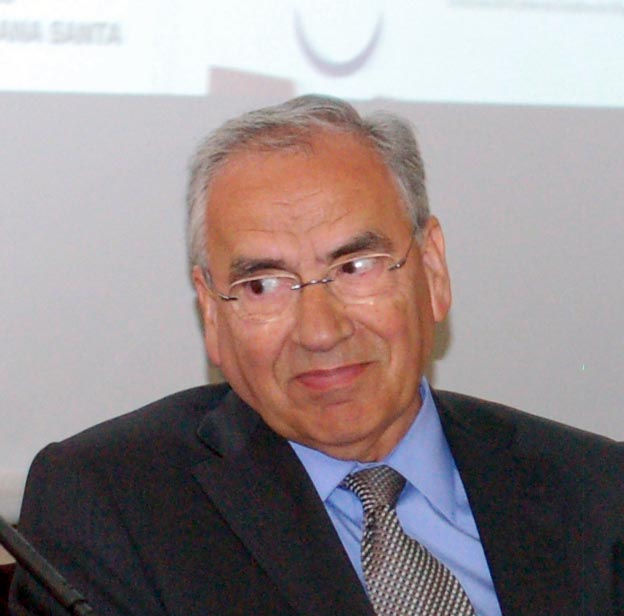
Manuel Chaves est choisi, en dépit de ses réticences, par le numéro deux du PSOE Alfonso Guerra comme chef de file aux élections andalouses de 1990.

Après avoir fait preuve d'une réticence non-dissimulée, Manuel Chaves déclare le 13 mars 1990 qu'il est prêt à être candidat à la présidence de la Junte d'Andalousie lors des élections régionales de juin si le Parti socialiste en décide ainsi, insistant sur son respect de la « discipline du parti ». Cette posture lui vaut d'être surnommé par Luis Carlos Rejón (es), de la Gauche unie, « le candidat malgré lui » en référence à une pièce de Molière.
Cette décision, perçue comme un choix personnel et indiscutable du vice-secrétaire général du parti Alfonso Guerra, est confirmée le 16 avril suivant lors d'une réunion à Madrid entre Txiki Benegas, le secrétaire général du PSOE d'Andalousie Carlos Sanjuán (es) et le président sortant de la Junte José Rodríguez de la Borbolla. L'investiture est accordée par la commission exécutive régionale (CER) dès le lendemain, en l'absence de Rodríguez de la Borbolla et de l'un de ses plus fidèles soutiens.
Sa candidature est ratifiée par le comité directeur lors d'une réunion à Séville le 19 avril 1990 par 104 voix pour et quatre abstentions. Sanjuán explique alors que Chaves a été désigné « car il est la personne adéquate pour répondre aux nouveaux défis de la décennie qui s'ouvre » et qu'il est « parfaitement identifié avec les chefs du parti, Felipe González et Alfonso Guerra ». Luis Martínez Noval, qui garantit l'équilibre entre Solchaga et Guerra, est choisi pour prendre sa suite en tant que ministre du Travail. Chaves est officiellement relevé de ses fonctions le 2 mai. Il part avec un sentiment d'inachevé, n'ayant pu faire voter la loi relative à la santé au travail et celle créant le Conseil économique et social.

### Premières élections

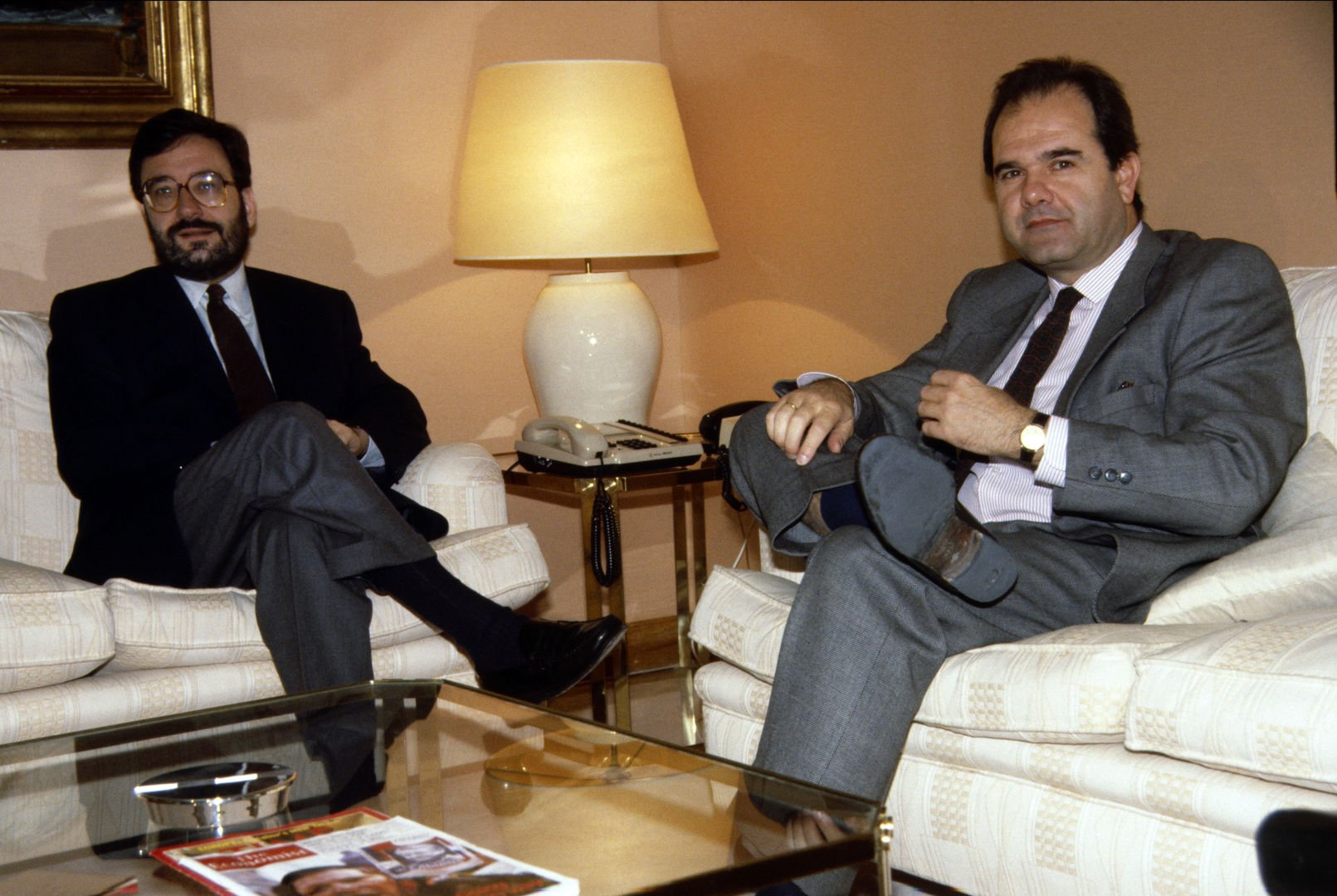
Chaves (à droite) reçu en 1991 par le vice-président du gouvernement Narcís Serra.

Pour les élections régionales du 23 juin 1990, Chaves est tête de liste dans la circonscription de Cadix. Ayant démissionné le 12 juin du Congrès des députés, il est élu au Parlement d'Andalousie. Le jour du scrutin, le PSOE andalou confirme sa majorité absolue et obtient un total de 62 députés sur 109,.
Il est investi par l'assemblée parlementaire le 24 juillet suivant avec 62 voix favorables et 47 voix contre. Le Parti populaire (PP), la Gauche unie (IU-CA) et le Partido Andalucista (PA) votent contre. Il prête serment deux jours plus tard, en présence d'Alfonso Guerra, du ministre des Administrations publiques Joaquín Almunia et du ministre du Travail, mais en l'absence des porte-paroles parlementaires du PP et du PA.
Il constitue le lendemain son premier conseil de gouvernement, dans lequel il nomme deux femmes, Carmen Hermosín, conseillère au Bien-être social, et Concepción Gutiérrez del Castillo, conseillère à la Présidence qui a été sa chef de cabinet au ministère. Il choisit comme conseiller à la Santé un autre ex-collaborateur ministériel, José Antonio Griñán. Il confirme par ailleurs deux conseillers sortant, dont l'un se proclame toujours fidèle à Borbolla, et désigne deux personnalités proches de Carlos Sanjuán, notamment le président du PSOE d'Andalousie Leocadio Marín.
Initialement prétendant à sa succession à la présidence du PSOE provincial de Cadix à l'occasion du congrès des 22 et 23 décembre 1990 sur la liste emmenée par le sénateur Rafael Román, il y renonce après avoir constaté la division indépassable au sein de la fédération. Il est donc remplacé par le président de la députation provinciale Jesús Ruiz, au départ postulant au secrétariat général avec la volonté de proposer Chaves comme candidat à la présidence. Ce dernier n'acceptait l'idée de poursuivre dans sa tâche uniquement si une candidature de consensus était présentée, ce qui ne s'est pas produit.

### Gouvernement en minorité

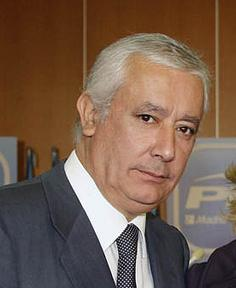
La percée du Parti populaire de Javier Arenas aux élections de 1994 prive Chaves de sa majorité absolue.

Chaves indique le 25 mars 1994, environ dix semaines avant les élections régionales où il postule un nouveau mandat, qu'il souhaite devenir secrétaire général de la fédération d'Andalousie du Parti socialiste, contre Sanjuán, après avoir reçu l'appui du courant social-démocrate et de Felipe González. Finalement seul candidat, il est élu avec 65 % des suffrages exprimés et 35 % de votes blancs, issus du secteur proche de Guerra et Sanjuán, qui a retiré sa candidature.
Les élections du 12 juin 1994 constituent le premier grand échec de Chaves et des socialistes en Andalousie. Avec 38,6 % des suffrages exprimés, ils perdent la majorité absolue dont ils jouissaient depuis 12 ans et devancent de seulement quatre sièges le PP de Javier Arenas, qui s'impose dans des fiefs socialistes comme Malaga ou Almería. Avec 19 % des suffrages exprimés, la Gauche unie (IULV-CA) enregistre une forte poussée et devient la force incontournable pour former une majorité,. Alors que IULV-CA annonce deux jours après le scrutin qu'elle refusera de voter l'investiture de Chaves, elle se montre finalement plus conciliante le 20 juin en affirmant qu'elle rejette tout accord de coalition ou accord de législature mais qu'elle est prête à soutenir au cas par cas les projets de Chaves « tant que sa politique est de gauche ». Toutefois, il échoue lors des deux premiers votes d'investiture avec 44 voix pour et 54 contre le 20 juillet, puis 43 pour et 54 contre trois jours plus tard,.
Il finit par obtenir l'investiture par 45 voix pour, 41 voix contre, quatre abstentions et 41 nuls le 29 juillet. Il bénéficie effectivement d'un revirement de position de la Gauche unie et du Partido Andalucista. Il prête serment trois jours plus tard, en présence du vice-président du gouvernement Narcís Serra, du ministre du Travail José Antonio Griñán et du ministre des Administrations publiques Jerónimo Saavedra. Dans son discours, il utilise à nouveau le qualificatif de « communauté historique » pour désigner l'Andalousie, confirmant le ton autonomiste de son intervention lors de la session d'investiture, dont le numéro deux de l'exécutif espagnol affirme « prendre note ». Il constitue son deuxième gouvernement le 2 août, dans lequel il nomme trois femmes, dont la technicienne Magdalena Álvarez conseillère à l'Économie et aux Finances et Carmen Hermosín conseillère à l'Intérieur. Il transfère par ailleurs l'historique conseiller à l'Éducation Antonio Pascual, en fonction depuis 1986, au nouveau département de l'Industrie et nomme un indépendant, José María Martín Delgado, ancien recteur de l'université de Malaga, conseiller à la Culture. Le conseiller à l'Agriculture Luis Planas est promu conseiller à la Présidence.

### Coalition avec le Partido Andalucista

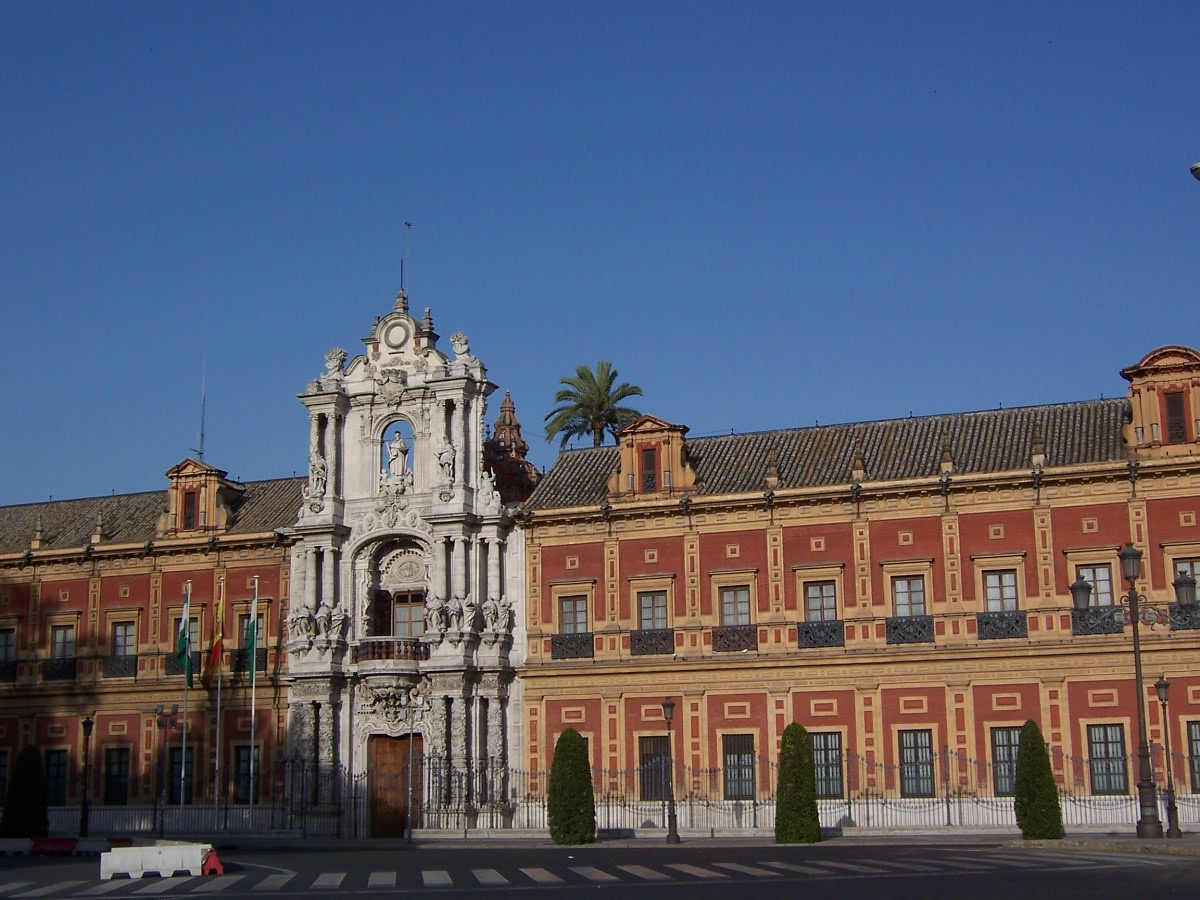
La coalition formée avec le Partido Andalucista permet à Chaves de se maintenir au palais de San Telmo.

Après que le Parlement a rejeté pour la deuxième fois son projet de loi de finances par un vote conjoint du PP et de IULV-CA, Manuel Chaves annonce le 22 novembre 1995 qu'il compte convoquer des élections régionales anticipées de plus de deux ans. Proposé deux jours plus tard par la CER du PSOE andalou comme candidat à sa succession, il reçoit le 11 décembre l'investiture du comité directeur à l'unanimité après que les soutiens d'Alfonso Guerra lui apportent finalement leur appui. Il indique le 26 décembre qu'il a demandé au président du gouvernement de dissoudre officiellement le Parlement le 9 janvier suivant afin que les élections soient convoquées le 3 mars 1996, le même jour que les élections générales espagnoles anticipées.
Les élections régionales constituent une pleine réussite pour Chaves, qui s'était fixé trois objectifs lors d'un meeting tenu à Cadix une semaine avant le scrutin : devancer largement le Parti populaire, repousser loin derrière lui la Gauche unie, et se renforcer face à l'aile gauche du parti. Avec 52 députés sur 109, il échoue à seulement trois sièges de la majorité absolue et progresse de sept mandats par rapport au scrutin de 1994, tandis que le PP se contente de 41 élus et IULV-CA de 13 parlementaires, soit sept de moins. Il signe le 28 mars un accord de coalition — bien que ce terme ne soit jamais formellement employé — avec le Partido Andalucista d'Alejandro Rojas-Marcos, qui prévoit l'entrée de cette formation au conseil de gouvernement.
Chaves est réinvesti président de la Junte d'Andalousie le 11 avril par 56 voix pour et 53 voix contre. Il forme quatre jours plus tard l'exécutif, dans lequel siègent deux régionalistes, Antonio Ortega comme conseiller aux Relations institutionnelles, et José Núñez en tant que conseiller au Tourisme et aux Sports. Carmen Hermosín conserve le département de l'Intérieur, Magdalena Álvarez est reconduite comme conseillère à l'Économie et aux Finances, Gaspar Zarrías est promu conseiller à la Présidence et l'indépendante Carmen Calvo devient conseillère à la Culture.
Le VIIIe congrès régional du PSOE d'Andalousie le confirme comme secrétaire général le 29 juin 1997 avec plus de 90 % des voix, un score bien meilleur à celui enregistré en 1994. Il intègre dans sa nouvelle commission exécutive quatre représentants du secteur d'Alfonso Guerra, qui s'en trouvaient exclus depuis le précédent conclave.
Il indique le 11 janvier 2000 qu'il a de nouveau l'intention de faire coïncider les élections régionales avec les élections générales espagnoles et convoque donc le scrutin pour le 12 mars suivant, après avoir laissé planer une incertitude à ce sujet pendant plus de deux semaines et sans avoir pu se concerter avec le gouvernement conservateur de José María Aznar. Au cours du scrutin, le PSOE d'Andalousie confirme sa position première en conservant ses 52 députés, tandis que le PP emmené par la maire de Cadix Teófila Martínez fait élire 46 candidats, soit six de plus qu'en 1996, réalisant le meilleur score de son histoire à l'époque. Le PA gagne un siège et talonne IULV-CA, qui conserve seulement six élus au Parlement.

### Au sommet du PSOE

#### Dirigeant provisoire après la déroute

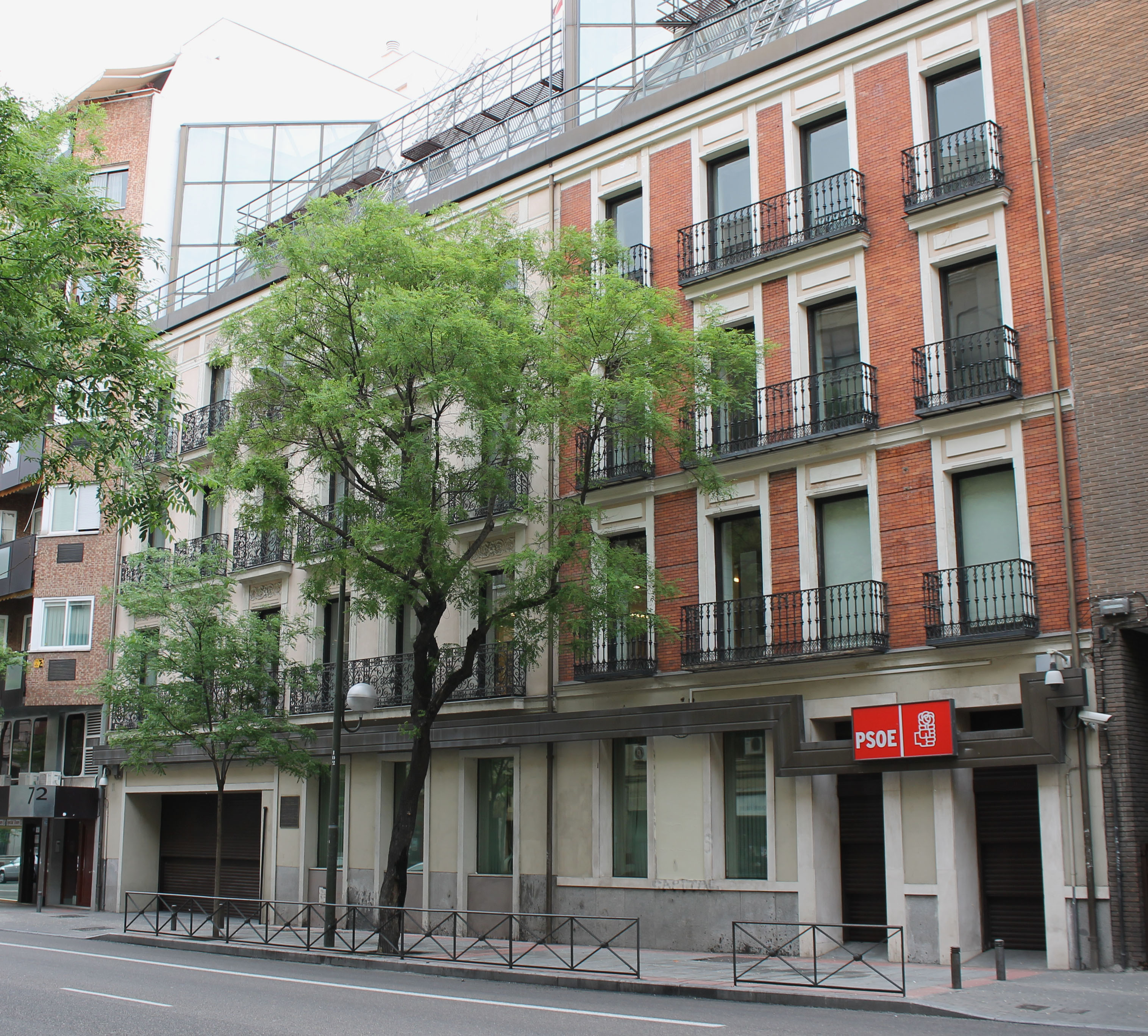
Après la déroute socialiste aux élections générales, Chaves prend provisoirement la direction nationale du PSOE en mars 2000.

La déroute enregistrée par les socialistes aux élections générales conduit le secrétaire général Joaquín Almunia à une démission immédiate. Chaves se concerte alors avec les deux autres « barons du PSOE », le président de la Junte des communautés de Castille-La Manche José Bono et le président de la Junte d'Estrémadure Juan Carlos Rodríguez Ibarra pour former une direction provisoire qui bénéficierait de l'appui unanime du comité fédéral. Il nie cependant qu'il a été chargé de constituer une équipe dirigeante temporaire mais admet qu'il travaille à une solution de crise en tant que représentant de la plus importante fédération socialiste. Il convoque pour le 20 mars une réunion des secrétaires généraux de fédérations régionales au siège national du Parti socialiste ouvrier espagnol à Madrid, étant reconnu comme le seul responsable qui ne suscite aucun rejet. Le 21 mars, les dirigeants territoriaux du parti, sauf Rodríguez Ibarra qui critique la méthode, lui délèguent le soin de former une direction provisoire (en espagnol : Comisión Gestora) qui tienne compte de toutes les sensibilités socialistes.
Il présente une équipe de 14 membres, en plus de lui-même qui en exerce la présidence, le lendemain devant le comité fédéral, et propose la convocation du XXXVe congrès fédéral du PSOE pour le mois de juillet suivant. Sa proposition est approuvée par 117 voix pour, 38 contre et trois abstentions. Il annonce le 28 mars que son homme de confiance Luis Pizarro sera responsable à l'organisation du parti, tandis Máximo Díaz-Cano, proposé par José Bono, sera porte-parole.

#### En Andalousie, une nouvelle coalition avec les régionalistes
Il conclut le 11 avril suivant un accord de coalition avec le Partido Andalucista, qui confirme les deux postes de conseiller du gouvernement jusqu'ici détenus par les régionalistes. Le fait que le PA conserve le département du Tourisme est mal perçu par la fédération socialiste de la province de Malaga, qui fait part officieusement de son incompréhension que le PSOE ne gère pas une politique publique majeure pour l'économie de la communauté autonome en général et de la province en particulier. Chaves remporte pour la quatrième fois l'investiture du Parlement le 25 avril suivant, par 57 voix pour et 52 voix contre. Il présente son conseil de gouvernement trois jours après, dans lequel il nomme six femmes afin de respecter la parité qu'il avait promise. Il confirme des « poids lourds » comme le conseiller à la Présidence Gaspar Zarrías, la conseillère à l'Économie et aux Finances Magdalena Álvarez, la conseillère à la Justice Carmen Hermosín, et fait entrer notamment Alfonso Perales, ancien secrétaire à la Politique municipale du PSOE et figure politique andalouse, en tant que conseiller à l'Intérieur.

#### Président du PSOE

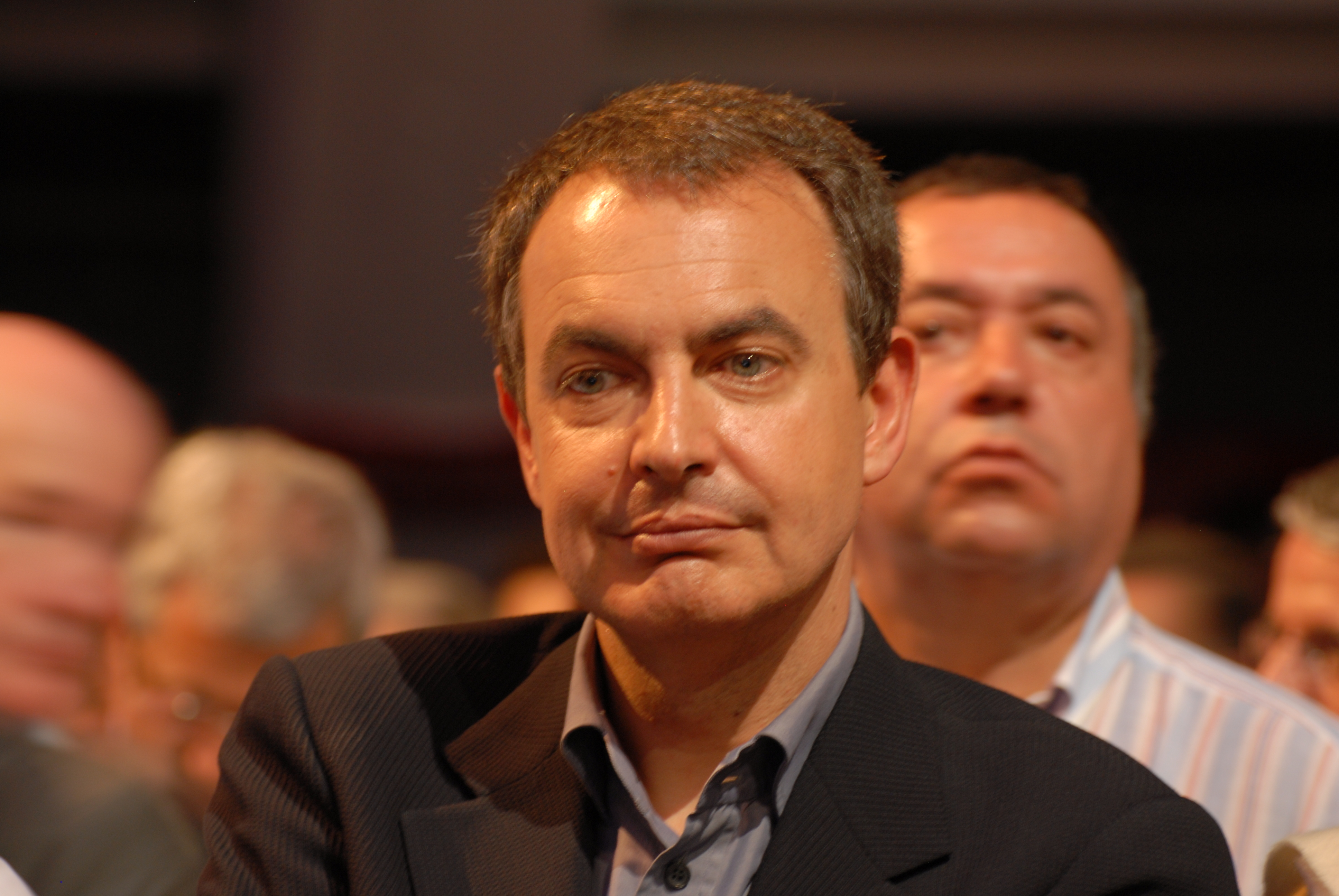
Sur proposition de José Luis Rodríguez Zapatero, Chaves devient président du PSOE.

En prévision du congrès fédéral du Parti socialiste, il fait adopter par la direction provisoire le 17 juillet un mode de scrutin en deux votes : l'élection du secrétaire général au scrutin uninominal majoritaire à un tour, puis l'élection de la commission exécutive fédérale sur proposition du secrétaire général le lendemain par un vote de liste bloqué. Il prétend ainsi que l'opinion publique sera surtout marquée par le résultat de l'élection de la direction du parti et non celui de son chef.
Après que José Luis Rodríguez Zapatero a été élu secrétaire général du PSOE le 22 juillet avec 41,7 % des voix, il propose à Felipe González puis à José Bono, son principal concurrent, de prendre le poste honorifique de président du parti mais tous deux refusent. Le nouveau dirigeant du parti offre alors cette position à Chaves, qui répond favorablement après que le nouveau secrétaire général a mis tout en œuvre pour le convaincre. Tandis que son travail est salué unanimement à la tête de la direction provisoire, il succède le 23 juillet à Ramón Rubial, décédé en mai 1999. Il est réélu le 3 décembre 2000 secrétaire général du PSOE d'Andalousie avec 79,2 % des voix et propose une commission exécutive de 27 membres dont 21 nouveaux, composée de 52 % de femmes, au sein de laquelle il nomme Mar Moreno vice-secrétaire générale et confirme son secrétaire à l'Organisation depuis 1994, Luis Pizarro.

### Reconquête de la majorité absolue

#### Large victoire inattendue

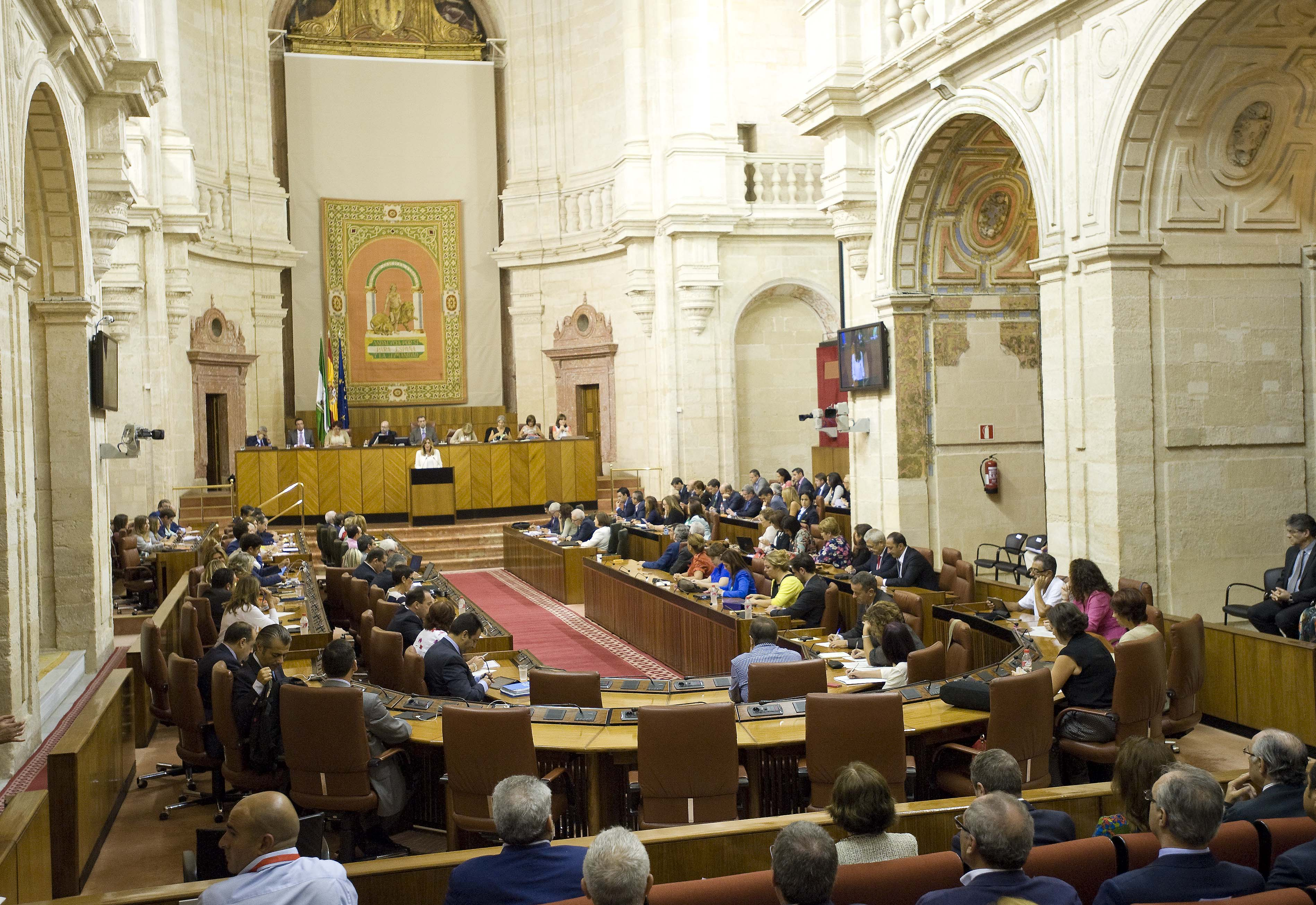
Les élections de 2004 permettent à Chaves de conquérir une solide majorité absolue au Parlement d'Andalousie.

Le 9 janvier 2004, il indique que les élections régionales auront lieu le 14 mars suivant et qu'elles seront couplées une nouvelle fois avec les élections générales. Cette fois-ci, le choix de la date a été négocié entre Chaves et Aznar, via le ministre de la Présidence Javier Arenas. Il est vertement critiqué par le Parti populaire (PP) et la Gauche unie (IULV-CA), mais aussi son partenaire de coalition qui dénonce une décision marquée par « les intérêts partisans ». Chaves affirme trois semaines plus tard, lors d'un colloque à Madrid en présence de Zapatero, qu'il est prêt à maintenir sa coalition avec le PA, expliquant ne voir aucune raison qui empêcherait celle-ci de continuer mais précisant qu'il poursuit l'ambition de disposer de la majorité absolue.
Les élections donnent une claire majorité absolue aux socialistes andalous, après dix ans de majorité relative. Le PSOE totalise plus de 50 % des suffrages exprimés et remporte 61 députés, soit six de plus que le minimum pour gouverner sans alliés. Puisque IULV-CA et le PA ont stagné, c'est au PP de Teófila Martínez que les socialistes ont pris leurs neuf sièges supplémentaires. Rassemblant plus de 2 000 000 de suffrages, une première pour une élection régionale, le PSOE réalise son meilleur résultat après les élections de 1982. La répartition finale des sièges crée la surprise parmi les socialistes, qui s'attendaient à disposer d'une majorité absolue beaucoup plus courte et à affronter des conservateurs bien plus forts. Chaves affirme deux jours après le scrutin qu'il compte agir comme s'il disposait d'une majorité relative.

#### Premier gouvernement espagnol majoritairement féminin
Il est à nouveau investi par le Parlement d'Andalousie président de la Junte le 21 avril suivant, par 61 voix pour, 36 contre et onze abstentions, ces dernières issues de IULV-CA et du Partido Andalucista. Il constitue dès le lendemain son nouveau conseil de gouvernement, dans lequel siègent huit femmes et six hommes, ce qui en fait la première équipe gouvernementale majoritairement féminine de l'histoire espagnole. Manuel Chaves nomme notamment la secrétaire fédérale à l'Égalité du PSOE Micaela Navarro conseillère à l'Égalité et au Bien-être social et José Antonio Griñán conseiller à l'Économie et aux Finances. Le vétéran Paulino Plata, conseiller à l'Agriculture depuis 1994, devient conseiller au Tourisme et aux Sports tandis que Gaspar Zarrías est confirmé comme conseiller à la Présidence, dont le département est réorganisé pour assurer la coordination des travaux de l'exécutif et le lien avec le nouveau gouvernement espagnol, désormais dirigé par Zapatero.
Environ dix semaines plus tard, Zapatero propose qu'il soit réélu président du parti au cours du XXXVIe congrès fédéral du PSOE. La liste de la commission exécutive fédérale est confirmée par les délégués le 4 juillet 2004 par 96,1 % des suffrages exprimés. Il se montre particulièrement actif au cours du conclave socialiste avec Juan Carlos Rodríguez Ibarra pour s'assurer de la présence de José Montilla, premier secrétaire du Parti des socialistes de Catalogne et ministre de l'Industrie, au sein de la direction fédérale alors qu'il était convenu que les dirigeants territoriaux, Chaves et Ibarra exceptés, siégeraient uniquement au sein du conseil territorial.
À peine une semaine après, le 16 juillet, il est confirmé comme secrétaire général du PSOE andalou avec 99,6 % des voix, un score quasi unanime et inédit dans l'histoire de la fédération. Désigné pour la première fois séparément de la commission exécutive, il recueille 533 voix pour et deux votes blancs, 35 délégués n'ayant pas participé au vote. Il soumet le lendemain la liste de l'équipe exécutive qu'il entend former, dans laquelle sont maintenus le président José Mortalla et le secrétaire à l'Organisation Luis Pizarro, au suffrage des délégués, qui l'approuvent par un vote favorable à 97 %.

### Sixième et dernier mandat

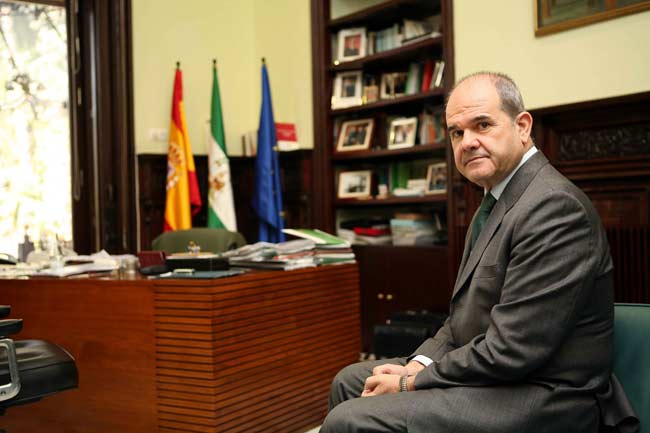
Chaves, dans son bureau de président de la Junte d'Andalousie à Séville, en 2008.

#### Majorité absolue raccourcie
Lors d'une réunion du comité directeur du Parti socialiste ouvrier espagnol (PSOE) de la communauté autonome le 6 octobre 2007, Chaves est proclamé par acclamation candidat à la présidence de la Junte pour la sixième fois, alors qu'il est au pouvoir depuis dix-sept ans. Il annonce le 31 octobre suivant à la radio publique qu'il convoquera les élections régionales le 9 mars 2008, sous-entendant que la date a été fixée avec Zapatero afin qu'elles aient lieu en même temps que les élections générales. Face aux critiques des partis d'opposition quant à ce choix, il le justifie en évoquant la « fatigue électorale » constatée lors des deux derniers scrutins andalous : le référendum sur le nouveau statut d'autonomie et les élections municipales, où la participation était faible voire très basse.
Au soir du scrutin régional, le PSOE recule mais maintient sa majorité absolue. Il totalise plus de 48 % des suffrages exprimés et sécurise 56 députés sur 109, soit un de plus que le nombre minimum pour gouverner seul. Bien qu'il ait gagné dix sièges en quatre ans, le PP de Javier Arenas n'atteint pas son objectif de priver les socialistes de leur majorité absolue de sièges. Chaves offre ainsi sa huitième victoire consécutive à son parti et la cinquième lui permettant de former l'exécutif régional sans avoir besoin d'allié.
Il obtient pour la sixième fois l'investiture parlementaire le 17 avril suivant, avec 56 voix pour et 53 voix contre, toute l'opposition ayant voté défavorablement à son maintien au pouvoir. Avant même de former son conseil de gouvernement, il fait savoir qu'il compte créer deux postes de vice-président, ce qui constitue une première depuis 1990 : une vice-présidence politique pilotée par le conseiller à la Présidence Gaspar Zarrías et une vice-présidence économique dirigée par le conseiller à l'Économie et aux Finances José Antonio Griñán. Avec cette décision, il confirme sa confiance envers les deux hommes forts de son cabinet sans pour autant donner d'indice sur une éventuelle succession. Il présente son équipe gouvernementale dès le 18 avril, qui compte huit femmes et sept hommes. En plus de la création de deux postes de vice-président, qui surprend le parti puisque le président de la Junte avait toujours refusé d'avoir recours à cette position institutionnelle, la principale nouveauté consiste en la nomination de Mar Moreno comme conseillère aux Travaux publics et aux Transports, qui avait refusé d'être porte-parole du groupe parlementaire socialiste au Sénat.

#### Doutes sur la direction andalouse du parti

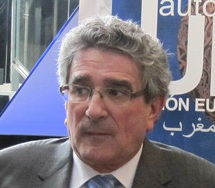
Bras droit de Chaves, Luis Pizarro est un temps envisagé en 2008 comme nouveau secrétaire général du PSOE d'Andalousie.

Dans l'optique du congrès du PSOE-A de 2008, il est initialement réticent à postuler pour un nouveau mandat et envisage de céder son poste à son vieux bras droit, Luis Pizarro. Chaves renonce à cette possibilité faute de consensus et parce qu'il perçoit les problèmes que pourrait entraîner une telle « bicéphalie ». Reconduit le 6 juillet suivant en tant que président de la commission exécutive fédérale par le XXXVIIe congrès du PSOE, il doit relever Mar Moreno de ses responsabilités gouvernementales après qu'elle a été choisie par Zapatero comme secrétaire aux Relations institutionnelles et à la Politique régionale, soit numéro quatre de l'appareil socialiste.
Le 12 juillet, le XIe congrès du PSOE d'Andalousie le confirme dans ses fonctions de secrétaire général par 586 voix pour et 18 bulletins blancs, soit 97,1 % de suffrages favorables, un score en léger repli par rapport à celui enregistré quatre ans auparavant. Il propose le lendemain une nouvelle commission exécutive, élue avec 92,7 % et composée de 19 femmes et 18 hommes. Nombre de membres occupent déjà des responsabilités institutionnelles contrairement à la pratique des congrès précédents. Il confie par ailleurs la présidence à la présidente de la députation de Huelva Petronila Guerrero, première femme à occuper ce poste, Luis Pizarro est promu vice-secrétaire général et Rafael Velasco devient secrétaire à l'Organisation,.

## Vice-président du gouvernement

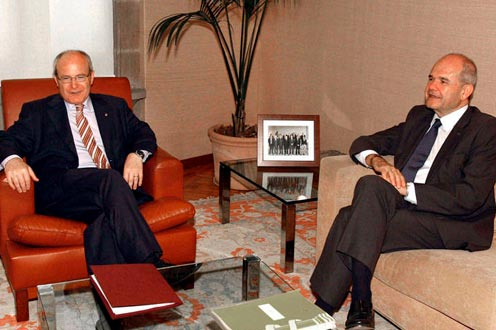
Chaves (à droite) reçoit le président de la généralité de Catalogne José Montilla au palais de la Moncloa en 2010.

### Un poids lourd en temps de crise
Le 7 avril 2009, Manuel Chaves est nommé à 63 ans troisième vice-président du gouvernement espagnol et ministre de la Politique territoriale dans le second gouvernement minoritaire de José Luis Rodríguez Zapatero,. Son retour au pouvoir à Madrid après presque 19 ans à Séville intervient dans le cadre d'un remaniement ministériel destiné à renforcer le poids politique de l'exécutif face aux conséquences de la grave crise économique qui touche le pays. Sa mission sera alors d'assurer de bons rapports entre le gouvernement et les communautés autonomes, mais aussi tisser des liens avec les principaux partis nationalistes pour garantir la stabilité parlementaire du cabinet.
Il renonce donc à la présidence de la Junte mais décide de rester secrétaire général du parti en Andalousie, recréant la situation qui existait avant 1994 et source de tensions entre le chef de l'exécutif régional et celui du parti. Après sa nomination, il indique vouloir nommer auprès de lui au ministère les « Pink Floyd », son groupe de collaborateurs les plus proches : Gaspar Zarrías, en tant que secrétaire d'État à la Coopération territoriale, le vice-conseiller à la Présidence Juan Antonio Cortecero, le porte-parole de la Junte Enrique Cervera, le directeur général de la Présidence José Manuel Cervera et sa directrice de cabinet Priscila de Domingo.
Le lendemain de sa prise de fonction, Chaves se réunit avec les secrétaires généraux provinciaux puis la commission exécutive régionale ; il obtient à l'unanimité que le parti lui choisisse José Antonio Griñán comme successeur à la direction du gouvernement andalou, contrairement aux préférences de la direction fédérale et Zapatero qui penchaient pour Mar Moreno. Le choix de Griñán constituait pour Chaves une condition sine qua none à son incorporation au gouvernement espagnol,,.
Il démissionne formellement de la présidence de la Junte et de son mandat de député autonomique le 7 avril 2009, au cours d'un rendez-vous avec la présidente du Parlement Fuensanta Coves. Gaspar Zarrías, « numéro deux » de l'exécutif andalou, assume l'exercice par intérim de la présidence de la communauté autonome jusqu'à la prise de fonction formelle de Griñán le 23 avril. Au Parlement, son siège est occupé à partir du 21 avril par Dolores Cañero, qui occupait la 10e position sur la liste du PSOE dans la circonscription de Cadix.

### Subvention polémique en Andalousie
Le journal El Mundo le place le 25 mai suivant au cœur d'une polémique en révélant que le gouvernement régional a accordé en janvier précédent, sous sa présidence, une subvention de dix millions d'euros à l'entreprise Minas de Aguas Teñidas (Matsa), dont sa fille Paula Chaves Iborra est une cadre dirigeante. Selon des experts juridiques contactés par le quotidien conservateur, cela pourrait constituer une violation de la loi d'Andalousie relative aux incompatibilités des hauts responsables. Tandis que le conseiller à l'Innovation Martín Soler explique le lendemain aux députés que l'administration a accueilli favorablement la demande de subvention en octobre 2007, soit avant la prise de fonction de Paula Chaves, le PP dénonce un « trafic d'influence ».
Le syndicat d'extrême droite Manos Limpias dépose une plainte à son encontre devant le tribunal supérieur de justice d'Andalousie pour « trafic d'influence », mais le procureur la transmet le 25 juin au Tribunal suprême, seule autorité judiciaire apte à juger les ministres en exercice. À son tour, le Parti populaire dépose plainte le 16 juillet, devant le Tribunal suprême, pour « prévarication » et « trafic d'influence », affirmant qu'il a été jusqu'à faire pression sur l'agence publique IDEA, qui a recommandé le versement de la subvention. Neuf jours après, le procureur adjoint du Tribunal suprême classe sans suite la plainte de Manos Limpias, estimant que les documents fournis ne contiennent aucun indice de la commission d'un délit.

### Rupture avec Griñán

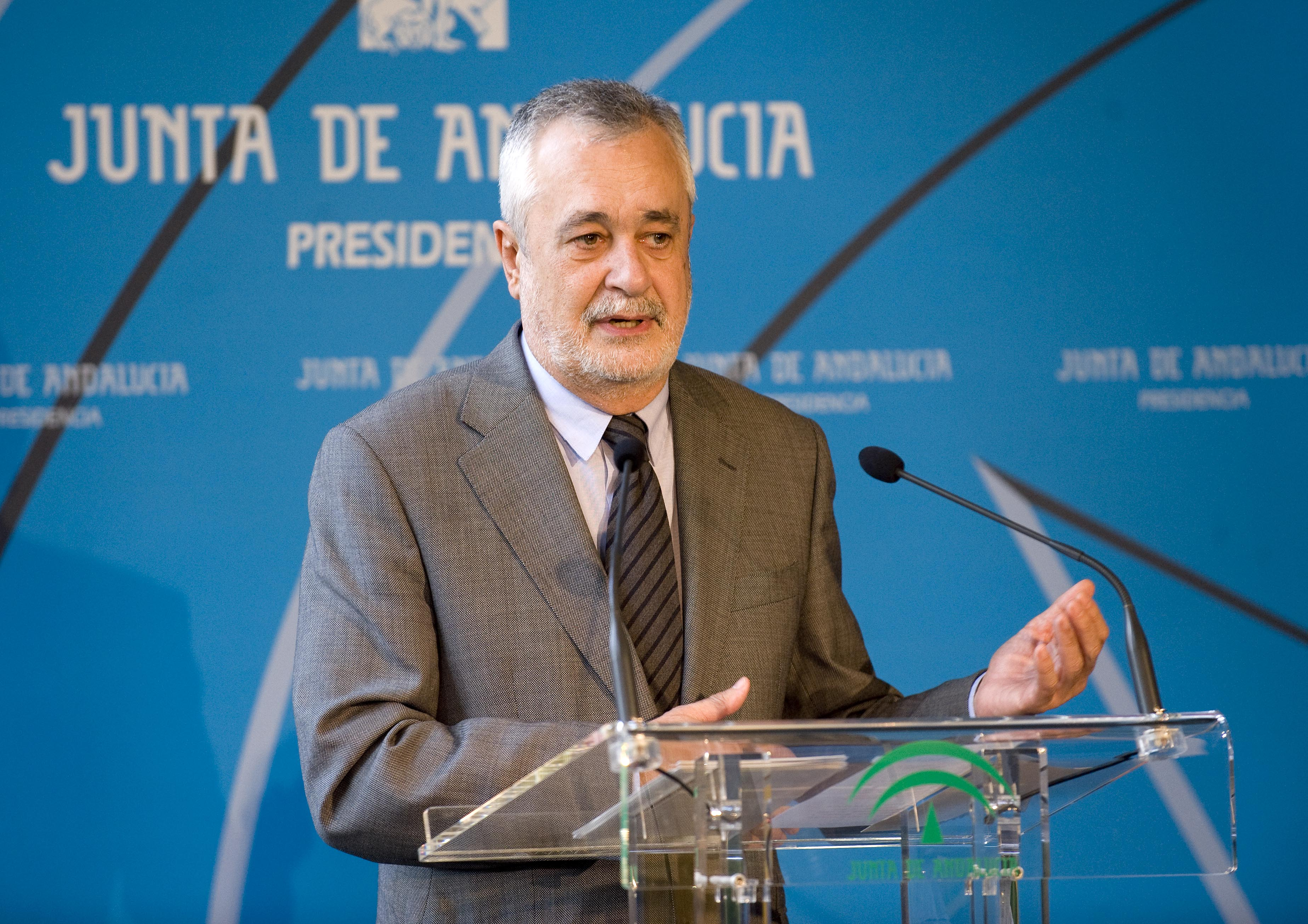
En mars 2010, son ancien ami devenu adversaire José Antonio Griñán le remplace comme secrétaire général du PSOE-A.

Manuel Chaves fait l'objet d'une contestation interne au PSOE d'Andalousie (PSOE-A) quand José Antonio Griñán affirme le 19 novembre qu'il « n'écarte pas » la possibilité d'un congrès régional extraordinaire, en contradiction avec la volonté de Chaves, des secrétaires généraux provinciaux, de la secrétaire fédérale à l'Organisation Leire Pajín, et avec ses propres déclarations un mois avant. Cependant, le président de la Junte et le ministre de la Politique territoriale s'accordent deux jours plus tard pour convoquer un congrès extraordinaire avant l'été 2010 et l'annoncent lors d'une conférence de presse, espérant ainsi mettre fin à une tension inattendue entre eux, qui se revendiquent amis depuis 30 ans. Cet épisode affecte brutalement et durablement la relation entre les deux hommes, qui partageaient leurs vacances, des dîners en compagnie de leurs épouses et passaient ensemble des soirées au cinéma, et dont l'amitié est alors rompue. Trois ans plus tard, Griñán explique que « quand nous nous voyons, nous nous saluons et c'est tout. Nous avons tous dit et fait des choses que nous n'aurions pas dû. C'est triste, mais jamais nous n'avons voulu nous faire de mal l'un à l'autre ».
La plainte du PP dans l'affaire Matsa est classée sans suite le 18 février 2010, le Tribunal suprême considérant que le parti se base sur des « conjectures » et que le rapport ayant conduit au versement de la subvention a été « correctement réalisé ». Le 12 mars suivant, Chaves est relevé de ses fonctions de secrétaire général du PSOE-A après 16 années en fonction, José Antonio Griñán lui succédant avec le meilleur score de l'histoire du parti, 99,8 % de votes favorables. Dans son discours d'adieu, il rend hommage à sa famille, auprès de qui il s'excuse pour les souffrances que son engagement a pu leur causer, à ceux qu'ils qualifient « d'amis » : Luis Pizarro et Felipe González. Concernant son successeur, il s'y réfère seulement pour demander au parti de lui apporter le même soutien que lui-même a reçu tout au long de son mandat, une expression moins émue qui génère des interrogations parmi les délégués.

### Nouvelles compétences
Lors d'un remaniement ministériel orchestré par Zapatero le 21 octobre 2010, il devient « ministre de la Politique territoriale et de l'Administration publique », récupérant ainsi les compétences liées à la fonction publique qui relevaient depuis avril 2009 du ministère de la Présidence. Il est promu second vice-président du gouvernement espagnol le 12 juillet 2011 en remplacement d'Elena Salgado, après qu'Alfredo Pérez Rubalcaba — premier vice-président à qui Salgado a donc succédé — a remis sa démission pour se consacrer à la campagne des élections générales anticipées du 20 novembre suivant. Officiellement, Chaves prend cependant le titre de « vice-président du gouvernement, chargé de la Politique territoriale ».

## Retour au Congrès des députés

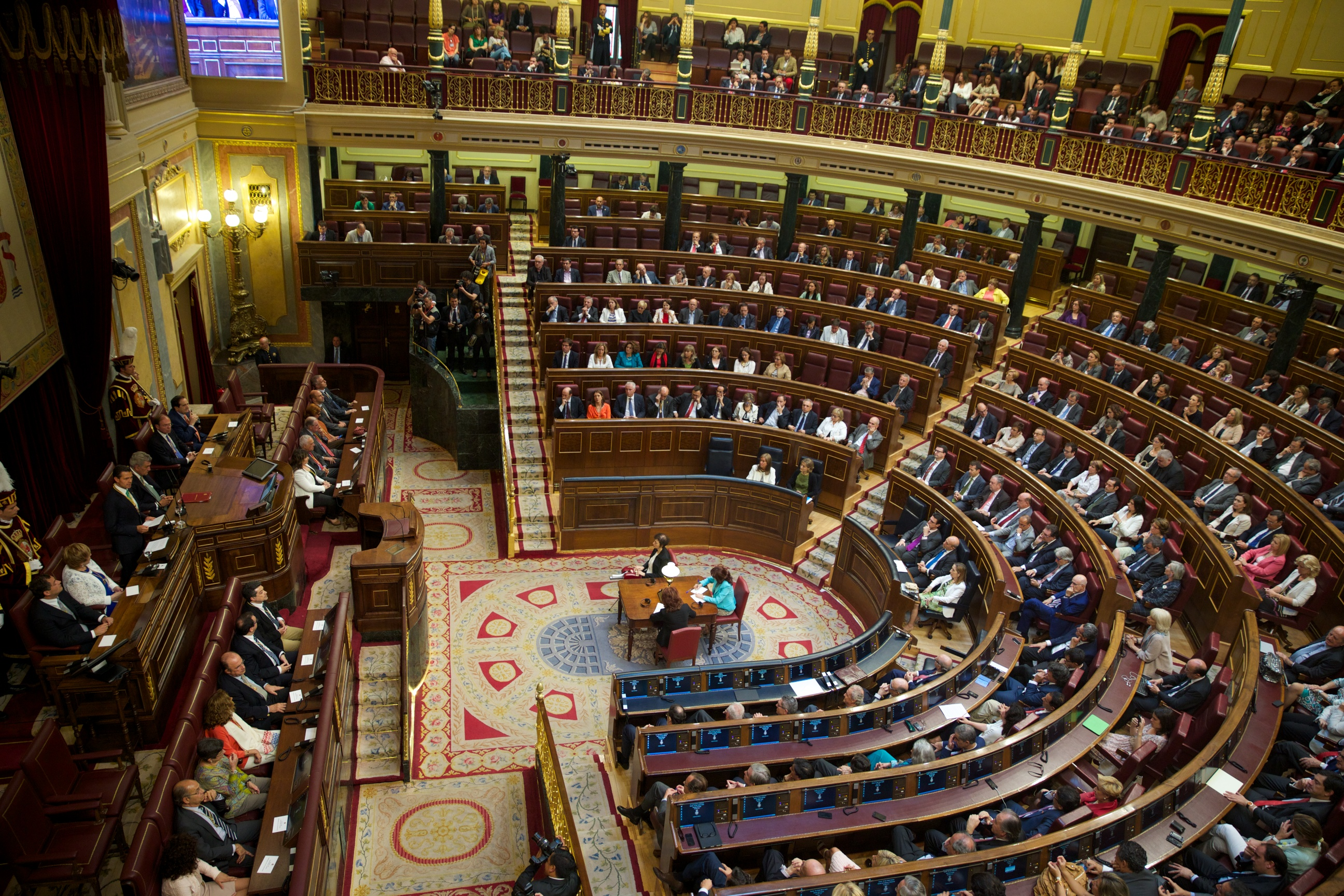
Chaves est réélu député de Cadix lors des élections générales de 2011 et retourne au palais des Cortès après 21 ans d'absence.

### À nouveau député de Cadix
La secrétaire à l'Organisation de la fédération andalouse du PSOE Susana Díaz annonce le 25 août dans une interview à la radio que José Antonio Griñán souhaite que Manuel Chaves soit tête de liste dans la circonscription de Cadix pour les prochaines élections législatives. Dans les jours qui suivent, il se laisse convaincre par Rubalcaba d'accepter cette offre, tout comme Alfonso Guerra mais pas José Bono. Dans un entretien télévisé le 23 novembre, trois jours après avoir été réélu au Congrès des députés, Chaves confirme que des rumeurs circulent au sein du parti selon lesquelles Rubalcaba et la ministre de la Défense sortante Carme Chacón postuleront tous les deux au secrétariat général lors du XXXVIIIe congrès fédéral, ajoutant que lui-même se verrait bien confirmé à la présidence du PSOE. Cette dernière allusion est critiquée au sein du PSOE d'Andalousie, qui considère que ce n'est pas le moment de se répartir les postes d'autant que les candidats à la direction du parti ne sont pas encore connus.
Après l'ouverture de la Xe législature, où le Parti populaire de Mariano Rajoy bénéficie de la majorité absolue au Congrès, Chaves est porté le 18 janvier 2012 à la présidence de la commission de Suivi et d'évaluation des accords du pacte de Tolède, qui concerne l'avenir du système de retraites espagnol.

### Départ de la présidence du PSOE

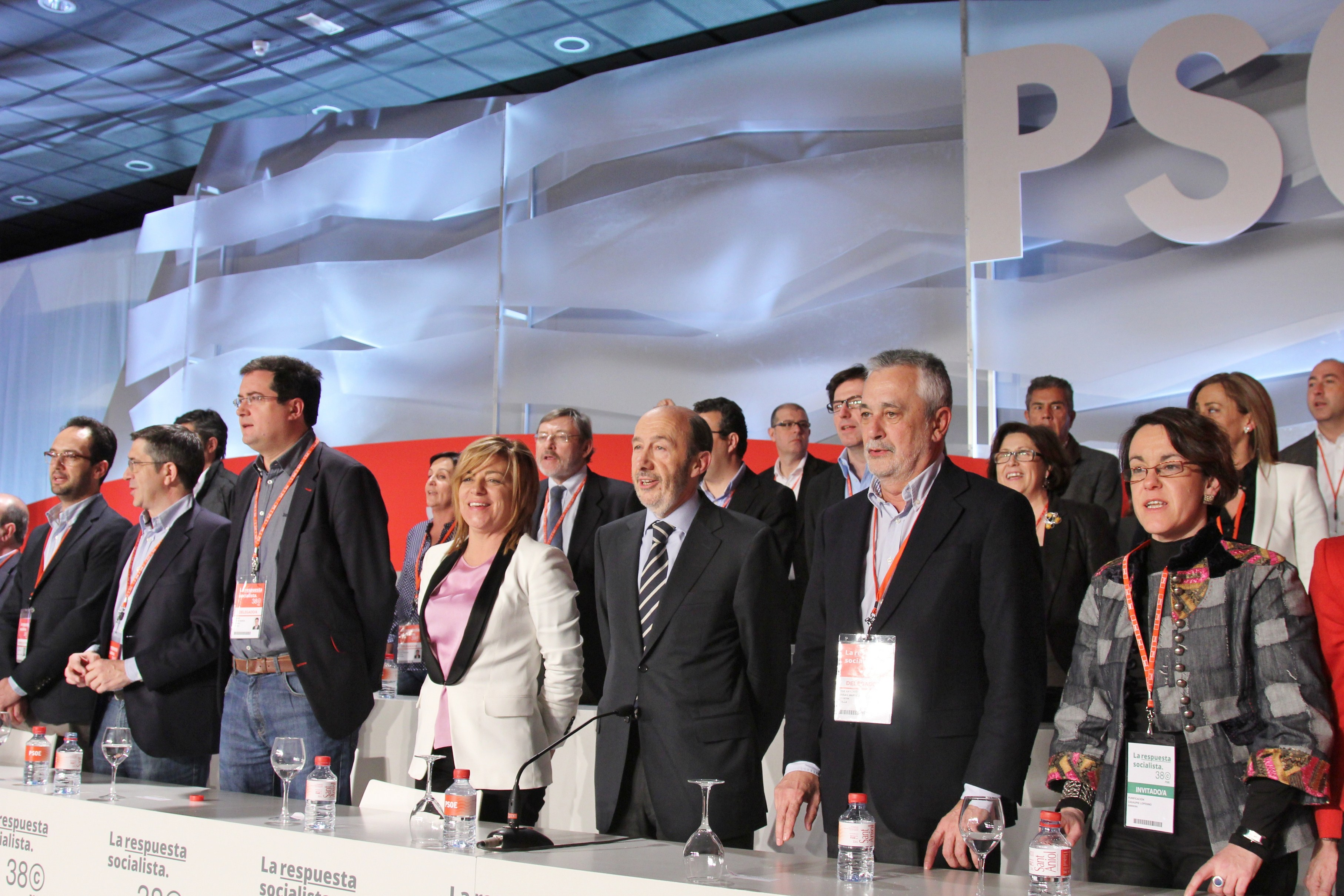
À l'issue du socialiste à Séville, Chaves quitte la présidence du PSOE au profit de Griñán.

Les responsables du congrès fédéral, organisé en février 2012 sous la présidence de Griñán, tentent de l'empêcher de prendre la parole devant les délégués, mais ce dernier obtient l'appui de José Luis Rodríguez Zapatero et son intervention est finalement inscrite à l'ordre du jour de la session inaugurale du 3 février. L'entourage de Chaves met alors en cause le président de la Junte d'Andalousie, confirmant ainsi la forte division qui traverse la fédération andalouse et ses 234 délégués dans le choix du futur secrétaire général.
Bien que Rubalcaba l'ait emporté sur Chacón en dépit des efforts de Griñán, Chaves parvient à imposer au nouveau secrétaire général du PSOE de désigner le chef de l'exécutif andalou au poste honorifique de président du parti en estimant que « soit vous lui donnez la présidence, soit il s'en va ». De leur côté, Griñán et Susana Díaz affirment que le départ de l'ancien ministre de la Politique territoriale est simplement dû aux statuts, qui limitent à trois le nombre de mandats dans les instances du Parti socialiste. Conformément à la tradition qui veut que les anciens membres de la commission exécutive intègrent le parlement du parti, il est élu le 5 février au sein du comité fédéral.

### Enquête parlementaire sur une fraude aux aides publiques

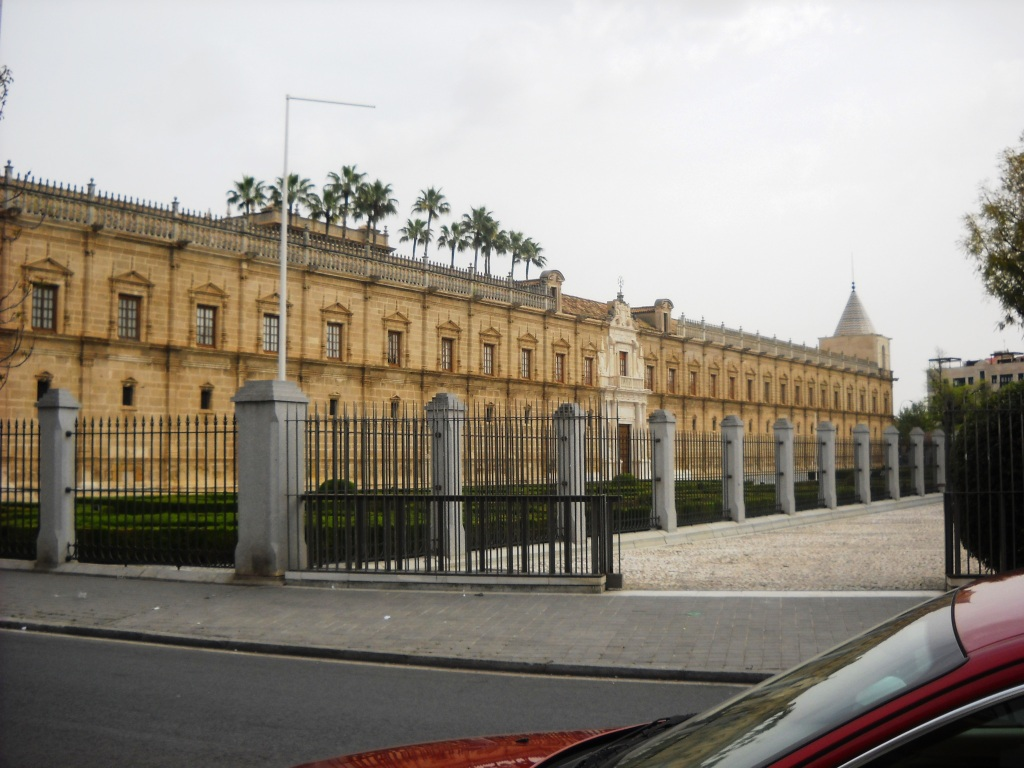
Devant le Parlement andalou, Chaves nie toute irrégularité dans la gestion des aides aux entreprises en difficulté.

Manuel Chaves informe la presse le 6 juin suivant qu'il est prêt à se présenter de la commission d'enquête parlementaire du Parlement d'Andalousie sur l'affaire de la fraude aux aides publiques en cas de plan de sauvegarde de l'emploi (Caso ERE). Bien que Susana Díaz, conseillère à la Présidence de la Junte d'Andalousie, ait affirmé qu'il n'y avait « aucune raison » que Chaves et Griñán témoignent, l'ancien vice-président du gouvernement espagnol donne sa parole qu'il se tiendra toujours à la disposition de la commission et précise que jamais son conseil de gouvernement n'a eu connaissance d'une quelconque fraude.
Il est finalement entendu par les députés le 25 septembre 2012 et confirme son opinion que le système d'attribution des subventions, qu'il considère comme doté « d'une grande marge discrétionnaire », était parfaitement légal. Il ajoute à cette occasion que la corruption le répugne et qu'il présente ses excuses aux habitants d'Andalousie pour la « douleur » causée par les révélations. Le rapport de la commission est rendu public le 17 novembre suivant, cinq jours après son approbation : s'il met clairement en cause le conseil de gouvernement dans la mauvaise gestion des fonds, il ne responsabilise pas spécifiquement Chaves et Griñán.

## Fin de carrière politique: lecaso ERE

### Mise en cause directe par la justice

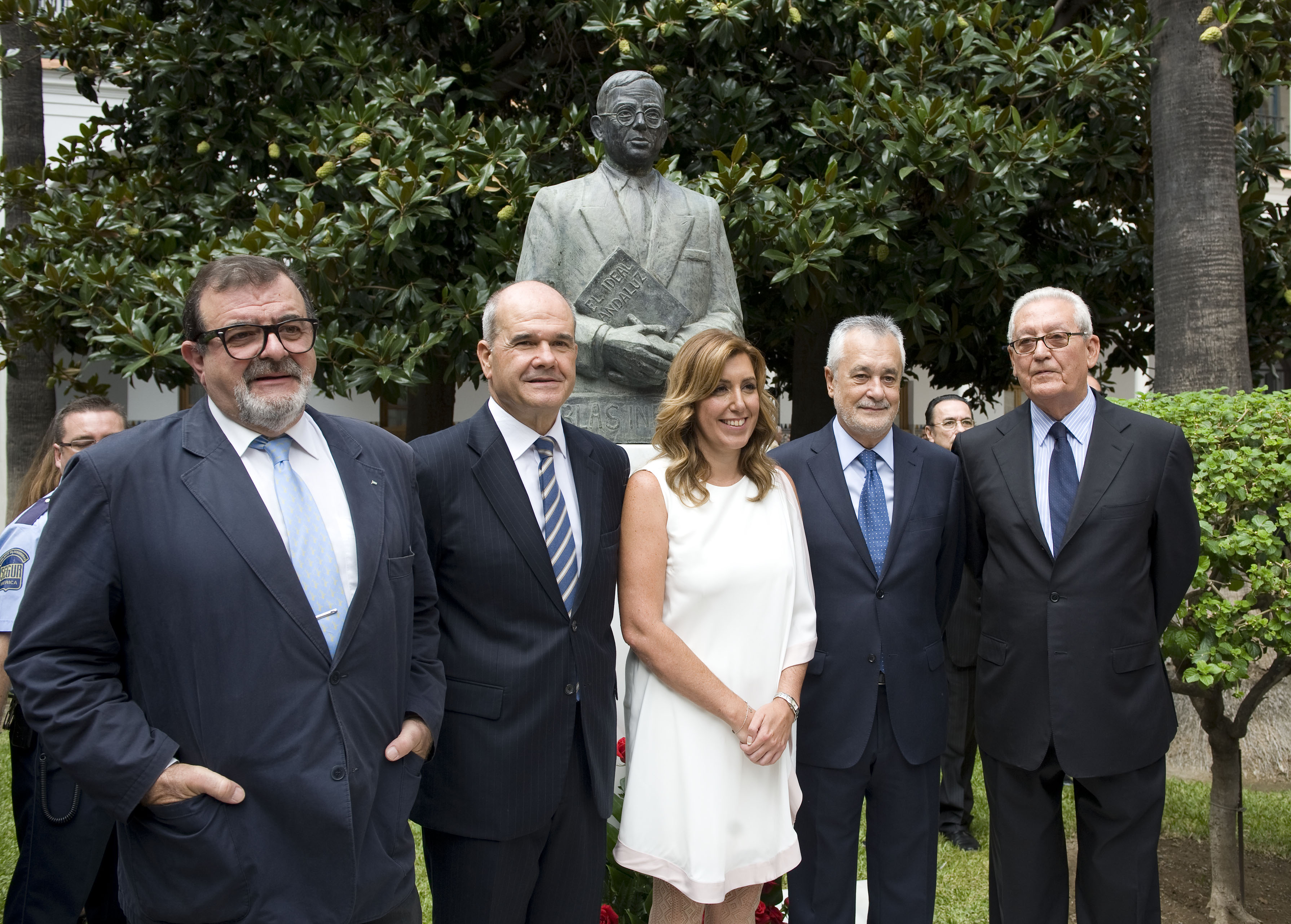
Chaves et les autres anciens présidents de la Junte lors de l'entrée en fonction de Susana Díaz le 7 septembre 2013.

Le 10 septembre 2013 pourtant, au moment où le nouvel exécutif régional formé par Díaz — qui vient de prendre la suite de Griñán — prête serment, la juge d'instruction de Séville Mercedes Alaya présente un rapport dans lequel elle met directement en cause les deux anciens présidents de la Junte et cinq autres hauts responsables dans l'affaire de la fraude aux aides publiques en cas de licenciement pour motif économique, mais ils ne sont pas formellement mis en examen puisqu'elle ne peut le faire s'agissant de parlementaires. Ce rapport est annulé par l'audience provinciale le 13 décembre pour défaut de motivation, mais elle en produit un autre six jours plus tard, qui comprend 28 pages de détails concernant les suspicions portant sur les sept anciens membres du gouvernement régional.
La magistrate remet le 12 août 2014 son dossier d'enquête concernant Manuel Chaves, José Antonio Griñán et les cinq anciens conseillers de gouvernement au Tribunal suprême, tous disposant d'un privilège de juridiction en tant que député au Congrès, députés régionaux ou sénateur. Elle considère que le fonds d'aide aux entreprises, existant entre 2001 et 2010 et doté de 721 millions d'euros, était illégal car les modalités de versement des subventions empêchaient une surveillance du Contrôleur général de la Junte d'Andalousie. L'ancien ministre de la Politique territoriale affirme dès le lendemain être prêt à témoigner devant la plus haute juridiction du pays, réaffirmant que « toutes les décisions politiques prises par le gouvernement andalou étaient légales, il n'y a pas eu de collusion pour que quiconque puisse commettre un délit ». Il reçoit le 18 août le franc soutien du nouveau secrétaire général du parti Pedro Sánchez, qui défend « l'honnêteté et l'intégrité » de Chaves.
Le ministère public du Tribunal suprême appelle le 5 novembre suivant les magistrats à ouvrir une enquête judiciaire à l'encontre des deux ex-présidents de la Junte d'Andalousie afin que soit déterminée la « réelle portée » de leur participation dans la mauvaise utilisation des fonds publics. Le lendemain, Susana Díaz indique que le parti ne demandera la démission des mis en cause que si le tribunal les met formellement en examen pour un délit précis. Une position confirmée le 14 novembre par le secrétaire à l'Organisation du PSOE César Luena.
Le 17 février 2015, le juge d'instruction Alberto Jorge Barreiro appelle Manuel Chaves, José Antonio Griñán, Gaspar Zarrías, Mar Moreno et l'ancien conseiller à l'Emploi José Antonio Viera à comparaître devant le Tribunal suprême au cours du mois d'avril suivant mais sans leur imputer un délit précis. Le porte-parole du groupe socialiste au Congrès Antonio Hernando indique alors que la démission sera exigée uniquement si Chaves est mis en cause pour un délit expressément spécifié, quelques heures après avoir initialement affirmé qu'il fallait attendre l'ouverture d'un procès, en contradiction avec les propos de Sánchez et Díaz.

### Départ de la vie politique

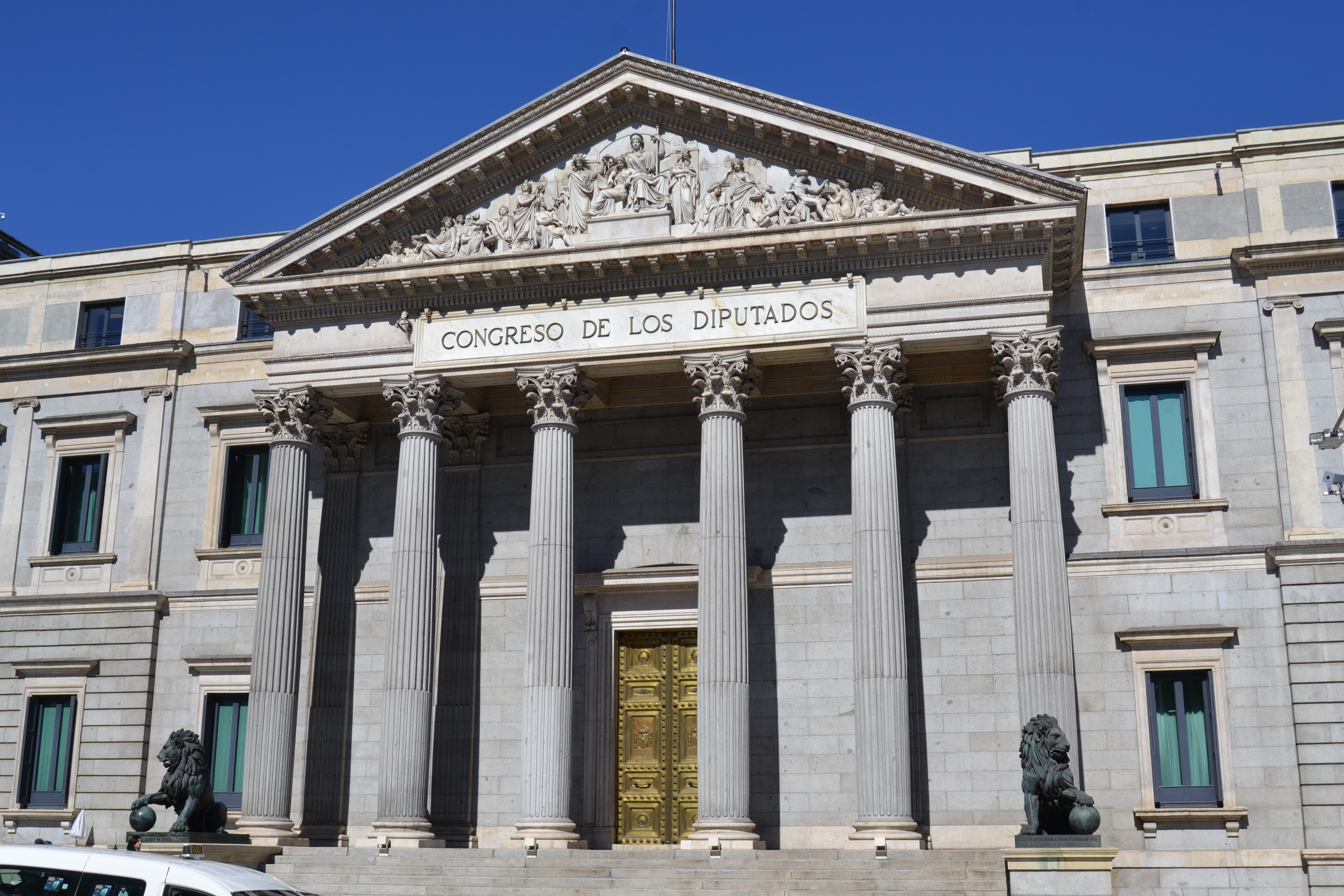
Chaves renonce à siéger au Congrès des députés en juin 2015, à la suite de sa mise en examen pour prévarication.

Dans une résolution signée le 25 juin 2015, le juge Barreiro indique qu'il perçoit dans la gestion des fonds publics des indices de prévarication de la part de Chaves et son successeur, ainsi que Zarrías et Viera. Après avoir « remis son mandat à disposition du parti » le même jour, Chaves reprend sa démission et la dépose au Congrès des députés le 29 juin.
Le dossier judiciaire est à nouveau transféré le 8 octobre 2015. N'étant plus sujet à l'immunité parlementaire de par sa démission, Chaves ne peut plus être jugé par le Tribunal suprême et son affaire est transmise à la juge d'instruction María Núñez Bolaños, qui a pris la suite de Mercedes Alaya. Il annonce le 1er juin 2016 qu'il renonce à sa condition de militant du PSOE, devançant ainsi l'application du règlement qui impose une suspension le temps du jugement. Il présente le 22 décembre 2016 un mémoire en défense dans lequel il demande la levée de toutes les charges retenues contre lui, alors que le réquisitoire du procureur anticorruption le menace de dix ans d'interdiction d'exercice d'une fonction publique.
Sa demande de mise hors de cause est rejetée par l'audience provinciale de Séville le 17 février 2017. Elle fait droit le 11 mai suivant à la demande formulée par le Parti populaire de récusation du juge censé diriger les débats, Pedro Izquierdo, dont l'impartialité ne peut être assurée puisque ses anciennes fonctions de secrétaire général du département de la Justice de la Junte d'Andalousie entre 2008 et 2014 génèrent un sentiment de « confiance et proximité » avec les accusés. Le 23 juin 2017, le tribunal supérieur de justice d'Andalousie annonce que le procès commencera en décembre devant la première chambre de l'audience provinciale, après six ans d'instruction.
Chaves participe pourtant le 30 août suivant à la séance plénière d'ouverture du XIIIe congrès du PSOE d'Andalousie, aux côtés de Griñán, Alfonso Guerra et José Rodríguez de la Borbolla, un événement perçu comme un début timide de réhabilitation des deux anciens présidents de la Junte alors que la fédération socialiste de la communauté autonome célébrera quelques mois plus tard ses 40 ans d'existence.

### Procès

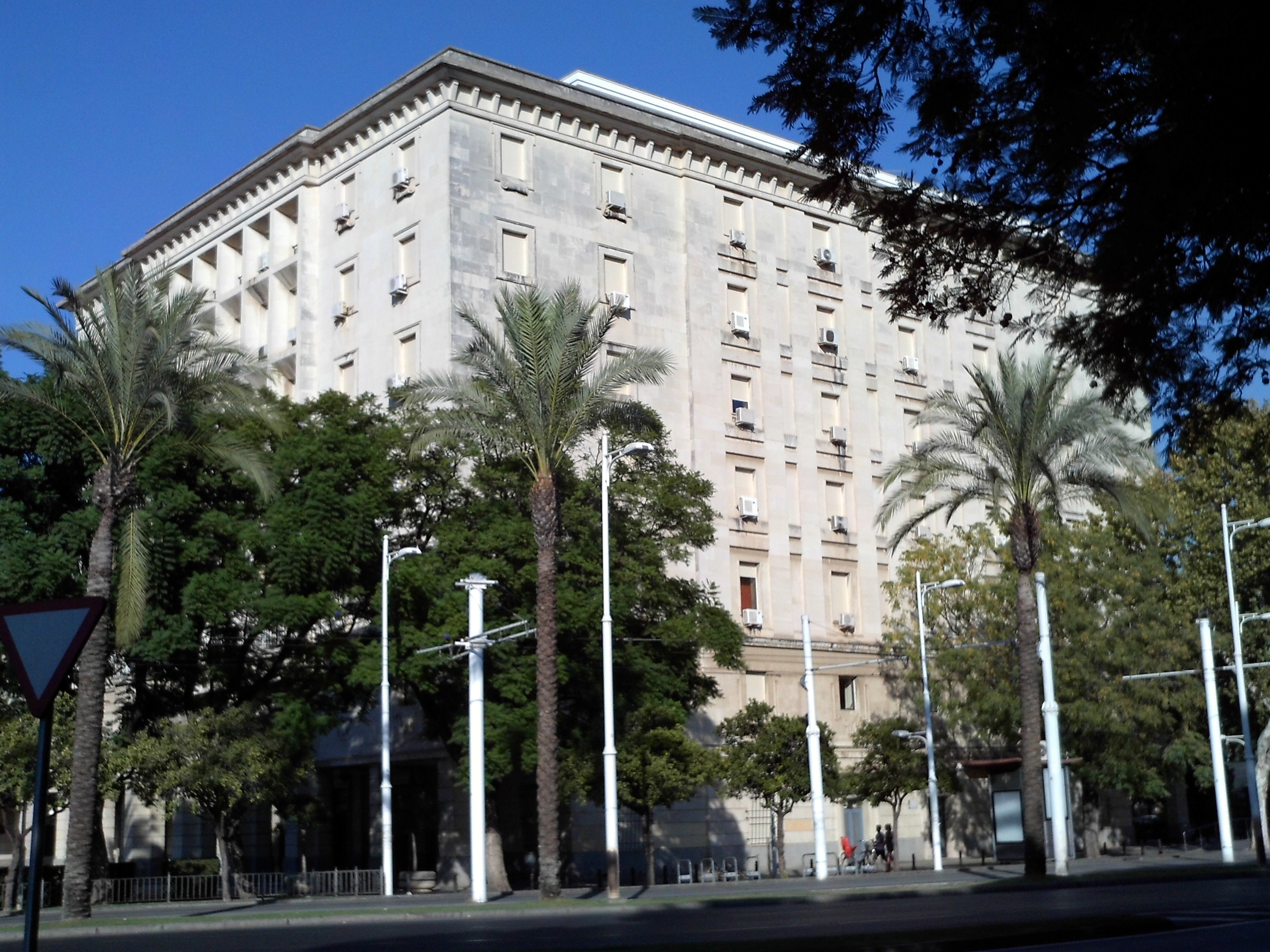
Le procès de Chaves pour prévarication s'ouvre en décembre 2017 devant l'audience provinciale de Séville.

Le procès s'ouvre le 13 décembre 2017 devant l'audience provinciale de Séville, sept ans après le début de l'instruction. Chaves est poursuivi par le ministère public pour prévarication continue, risquant dix ans d'interdiction d'exercice d'une fonction publique, et pour association de malfaiteurs par le Parti populaire, délit puni de deux ans de prison. Son avocat rappelle le lendemain que le Tribunal suprême avait établi qu'il n'était pas au courant du détournement des fonds publics, car il n'avait pas connaissance des procédures exactes par lesquelles les subventions étaient accordées, personne ne l'avait informé d'une quelconque irrégularité et le contrôleur général n'avait pas présenté de rapport en ce sens, un point que ce dernier — également accusé — conteste peu après en affirmant avoir rédigé une quinzaine de notes alertant des irrégularités administratives dans la concession de ces aides publiques,. Le 9 février 2018, les magistrats annulent l'accusation pour association de malfaiteurs, estimant qu'en ne faisant référence qu'à « une pluralité de personnes concertées », le rapport d'instruction ne mentionne aucun des éléments constitutifs du délit.
Interrogé pendant quatre heures le 16 avril par le ministère public, Chaves affirme qu'il « ne savait pas comment les aides étaient distribuées » car « cela relevait d'un autre niveau politique de décision ». Il explique qu'il n'avait pas à connaître « la procédure, le montant, les critères, les bénéficiaires ». Il ajoute que « dans le contexte de confiance au sein d'une équipe de gouvernement », il était convaincu que toute aide publique était conforme à la loi : « pour moi, il est très difficile de penser qu'au département de l'Emploi, de l'Éducation ou n'importe quel autre, soit établi une procédure consciemment illégale ou faite pour violer la loi ». Assurant qu'il n'avait jamais reçu de rapport du Contrôleur général sur l'usage « inadéquat » des aides, il souligne qu'« elles étaient inscrites au projet de loi de finances, et une loi ne peut pas être illégale ». Il indique enfin que « c'est impossible qu'un conseil de gouvernement analyse, débatte et connaisse dans le détail plus de 100 programmes budgétaires ». Un témoignage remis en cause le 30 mai suivant par une ancienne fonctionnaire du département de l'Emploi, qui affirme que son administration remettait au cabinet de la présidence des notes régulières sur les conflits du travail, les actions mises en œuvre pour les résoudre, notamment les aides accordées, à qui elles étaient octroyées et dans quel but.

### Verdict
Lors de la clôture du procès le 17 décembre 2018, Chaves exprime sa reconnaissance envers le tribunal, présentant les interventions des avocats et du ministère public comme « un cumul de connaissances et d'informations, ainsi qu'une expérience de vue ». Le président de l'audience provinciale annonce alors que la cour va délibérer jusqu'à l'été 2019. Le 11 septembre 2019, le président du tribunal supérieur de justice d'Andalousie (TSJA) annonce que la sentence devrait finalement être publiée à la fin du mois d'octobre, qualifiant le verdict de « l'un des plus compliqués de l'histoire judiciaire de l'Espagne » et précisant que les attendus rassemblent plus de 1000 pages. À la date du 29 octobre, le TSJA annonce qu'il accorde un délai de 15 jours au rapporteur pour achever son travail, ce qui décale de facto le prononcé de la sentence au-delà des élections générales anticipées du 10 novembre.
La date de rendu du verdict est finalement fixée au 19 novembre par le tribunal supérieur de justice, les attendus comptant environ 1 700 pages. La conclusion de ce procès, dévastateur pour l'image du PSOE d'Andalousie, intervient ainsi presque un an après les élections parlementaires andalouses qui se sont soldées par la première alternance politique en 36 ans d'autonomie territoriale. Le jour convenu, l'audience provinciale de Séville reconnaît Manuel Chaves coupable de prévarication pour avoir autorisé la mise en place d'un système de subventions publiques dont il était au courant du caractère irrégulier. Les juges le condamnent à neuf ans d'interdiction d'exercer une fonction publique, peine identique à celle de son ancien bras droit Gaspar Zarrías et l'ancienne conseillère aux Finances Magdalena Álvarez. Griñán reçoit lui une peine de six ans d'emprisonnement et 15 ans d'interdiction de fonction publique, sa condamnation comprenant également le délit de détournement de fonds publics,.
Les directions andalouses et nationales du PSOE réagissent de façon relativement différente. Au siège sévillan, le secrétaire à l'Organisation Juan Cornejo souligne « l'honorabilité » des deux anciens secrétaires généraux, rappelle qu'ils ne sont pas enrichis personnellement et qu'ils ont déjà « assumé leur responsabilité politique » dans ce dossier. À Madrid, le secrétaire à l'Organisation José Luis Ábalos affirme pour sa part que « cette affaire ne concerne ni le gouvernement ni l'actuelle direction du parti », faisant remarquer qu'à l'époque des faits Pedro Sánchez était seulement conseiller municipal d'opposition à Madrid, et que Chaves et Griñán ont renoncé à leurs mandats parlementaires conformément aux règles établies par Sánchez après son élection au secrétariat général. Le PSOE-A présente par ailleurs ses excuses aux Andalous pour les délits commis par ses anciens dirigeants,.

### Pourvoi
Le 23 juin 2020, Manuel Chaves annonce qu'il dépose un pourvoi en cassation devant le Tribunal suprême. Il dénonce un verdict basé sur « des préjugés, des jugements de valeurs, des élucubrations, des suspicions, des présomptions contre le mis en cause, fondées sur des déductions supposées qui ne s'appuient sur aucun fait qui aurait été accrédité par le procès ». Il appelle par ailleurs le haut tribunal, à qui il demande sa relaxe, à tenir compte de ce qu'il qualifie de « préjugés qui ont entouré cette affaire tout au long de la procédure d'instruction » et argue que sa condamnation pour « prévarication » n'a pas de sens puisqu'elle suppose de prendre des décisions administratives, or celles adoptées pendant les délibérations du conseil de gouvernement sont de nature politique. Ces arguments sont partagés avec ceux présentés une semaine plus tôt dans un recours similaire par José Antonio Griñán.
Le journal en ligne El Español, confirmé peu après par le quotidien El País, indique cependant le 17 mars 2021 que le ministère public près le Tribunal suprême a l'intention de requérir la confirmation des sentences émises par l'audience provinciale de Séville. À la date de publication de cette information, les condamnés disposent encore de deux semaines pour interjeter appel du jugement de première instance, ce qui laissera ensuite plusieurs mois à la haute juridiction pour étudier précisément les recours et rendre son verdict. L'audience de plaidoirie — facultative selon le Code de procédure pénale — est convoquée pour les 4 et 5 mai 2022, les magistrats estimant que la complexité de l'affaire et son importance médiatique le justifient.
Le 26 juillet 2022, la chambre pénale du Tribunal suprême confirme, par trois voix contre deux, le verdict rendu en première instance. Manuel Chaves est définitivement condamné à neuf ans d'interdiction d'exercer une fonction publique du chef de prévarication. Le lendemain, Pedro Sánchez prend sa défense, en affirmant que « ce sont les justes qui paient pour les pécheurs » et en soulignant que « il n'y a eu ni enrichissement personnel, ni financement de partis politiques, sinon des démissions qui ont eu lieu il y a des lustres pour assumer une responsabilité politique ».

### Recours postérieur
Le 16 avril 2023, Manuel Chaves présente devant le Tribunal constitutionnel un recours en garantie de ses droits fondamentaux. Le recours est déclaré recevable le 5 juin suivant par la deuxième chambre du tribunal que préside la vice-présidente de la juridiction Inmaculada Montalbán, par quatre voix contre deux. Le ministère public du Tribunal constitutionnel requiert le 8 janvier 2024 une acceptation du recours concernant les condamnations pour prévarication.
Le Tribunal constitutionnel statue le 16 juillet. Il fait droit à son recours par sept voix contre quatre, considérant que ses droits à la présomption d'innocence et à la légalité pénale ont été bafoués. Il commande ainsi à l'audience provinciale de Séville de réduire sa peine d'interdiction d'exercice d'une fonction publique pour « prévarication ». Pour la majorité de la haute juridiction, la prévarication ne s'applique pas à l'adoption d'avant-projets ou projets de loi puisqu'ils constituent des actes politiques et non administratifs.
Conformément à une annonce en ce sens faite le 1er juillet par le secrétaire général du PSOE-A Juan Espadas, Manuel Chaves indique le 18 juillet, à l'occasion d'une conférence de presse qu'il donne au siège régional du Parti socialiste, qu'il a l'intention de redevenir adhérent du PSOE, condition à laquelle il avait renoncé en 2016. Il est publiquement salué et remercié, aux côtés de José Antonio Griñán, par Juan Espadas lors de l'ouverture du 41e congrès du PSOE, organisé à Séville et auquel il participe.